# Istoria Formulei 1
Formula 1 (F1) este clasa superioară în cursele auto cu monoposturi, definită de Federația Internațională de Automobilism (FIA), organul conducător al sporturilor cu motor. Cuvântul "Formula" din denumire, se referă la un set de reguli cărora toți participanții și vehiculele trebuie să se conformeze.

## Începuturile curselor auto
Deși motorul cu ardere internă cât și primul automobil au fost inventate în Germania, prima cursă automobilistică are legătură cu Franța. În 1887 cotidianul francez Le Vèlocicipède, organizează o cursă de la Paris la Versailles, dar aceasta nu are succesul sperat, fiind înscris un singur automobil.
Ulteior, o altă publicație - Le Petit Journal - se oferă sa plătească 5000 de franci pilotului care va câștiga cursa de 126 de km de la Paris la Rouen. Cursa are 21 de participanți, iar victoria revine Contelui de Dion care acoperă distanța cu o viteză medie de 18,5 km/h. A fost prima manifestare de acest gen care a avut succes, astfel că ia naștere ACF (Automobil Club de France) care organizează curse între orașe cu regularitate, până în anul 1903, când acestea au fost interzise din cauza unui accident dramatic în care și-au pierdut viața opt persoane, printre care Marcel Renault, unul dintre fondatorii companiei Renault.
Ulterior cursele de automobile revin în actualitate, iar în 1906 ACF organizează ceea ce e considerat de toată lumea ca fiind primul Mare Premiu din istorie. Puteau participa automobile cu greutate minimă de 1000 kg și fiecare constructor putea avea cel mult trei automobile. Cursa se întindea pe distanța de 1250 de km și era împărțită în 12 etape. Startul s-a dat pe 26 iunie la ora 6:00 dimineața. Mașinile au fost tractate la linia de start de cai, iar primul care ia startul este Gabriel, la volanul unui automobil marca De Dietrich. Din cele 22 de mașini care au luat startul, au mai rămas după prima zi doar 17, ca la finalul cursei să rămîna doar 11. Victoria revine maghiarului Ferenc Szisz care îl precede cu 30 de minute pe italianul Felice Nazzaro.

## Formula 1 pleacă la drum
În perioada interbelică curse de Mare Premiu se organizau pe toate continentele, astfel că devenea din ce in ce mai evident că aceste întreceri ar trebui reunite sub egida unui campionat mondial. Planurile au fost oprite de către al doilea război mondial, dar în 1946 FIA a decis înființarea unui astfel de campionat mondial. Din cele 25 Mari Premii organizate în 1949 au fost selectate șapte - etapele primului Campionat Mondial de Formula 1, organizat in 1950. Acestea au fost: Marele Premiu al Marii Britanii, Marele Premiu de la Monaco, Marele Premiu al Statelor Unite ale Americii, Marele Premiu al Elveției, Marele Premiu al Belgiei, Marele Premiu al Franței și Marele Premiu al Italiei.

## 1950-1959:La Belle Époque
Startul Campionatului Mondial de Formula 1 s-a dat în ziua de 13 mai 1950 când la Silverstone s-a organizat Marele Premiu al Marii Britanii pe un circuit improvizat pe un fost aeroport militar folosit în timpul războiului. Atunci a fost și singura cursă de Formula 1 care a avut loc într-o zi de sâmbată, restul având loc duminica. Motivul a fost faptul că în acea perioadă în Marea Britanie competițiile sportive erau interzise în zilele de duminică. La start s-au prezentat 21 de piloți, singurele echipe de uzină fiind Alfa Romeo, Talbot și Maserati, lipsind Scuderia Ferrari - care a decis să nu se prezinte la aceasta cursă în semn de protest față de regulamentul aprobat de FIA, aceasta făcându-și debutul după o săptămână, la Monaco - și echipele germane, care au dominat cursele de Mare Premiu în anii '30, interzise pe motive ce țin de al doilea război mondial. Cursa a fost terminată de 11 piloți, câștigând Giuseppe Farina care a pilotat un Alfa Romeo. De fapt Alfa Romeo a dominat cursa, ocupând la final și locurile doi, trei si patru. Același Farina avea să câștige la finalul sezonului primul titlu mondial pus în joc, în detrimentul lui Juan Manuel Fangio colegul său de echipă.
Fangio și-a luat revanșa in 1951 când a câștigat titlul mondial după o dominare categorică, pilotând în continuare pentru Alfa Romeo.
FIA a schimbat regulamentul, permițând mașinilor de Formula 2 să poată lua startul în campionatul de Formula 1. În semn de protest Alfa Romeo care nu avea construite mașini de Formula 2, s-a retras din campionat. Rămas fară un contract, Fangio a decis să se retragă și el, temporar. Fără Alfa Romeo campionatul a fost dominat de Scuderia Ferrari - care dominase campionatul de Formula 2 în 1950 și 1951, primul pilot al scuderiei, Alberto Ascari trecându-și în cont titlurile mondiale din 1952 și 1953. Atunci Ascari a câștigat nouă curse consecutive la care a luat startul, record care stă și astăzi în picioare, iar Scuderia Ferrari a câștigat 14 curse consecutive, un alt record care dăinuie și în zilele noastre.
În 1954 FIA a ridicat interdicția de participare a echipelor germane, astfel că Mercedes Benz și-a făcut debutul în campionat în Marele Premiu al Franței, cooptându-l în echipă pe Juan Manuel Fangio, liderul din acel moment al campionatului cu Maserati-ul propriu. Dominarea Mercedes Benz a fost la fel de categorică precum dominarea Ferrari din anii precedenți, germanii câștigând nouă din cele douăsprezece curse în care au luat startul.

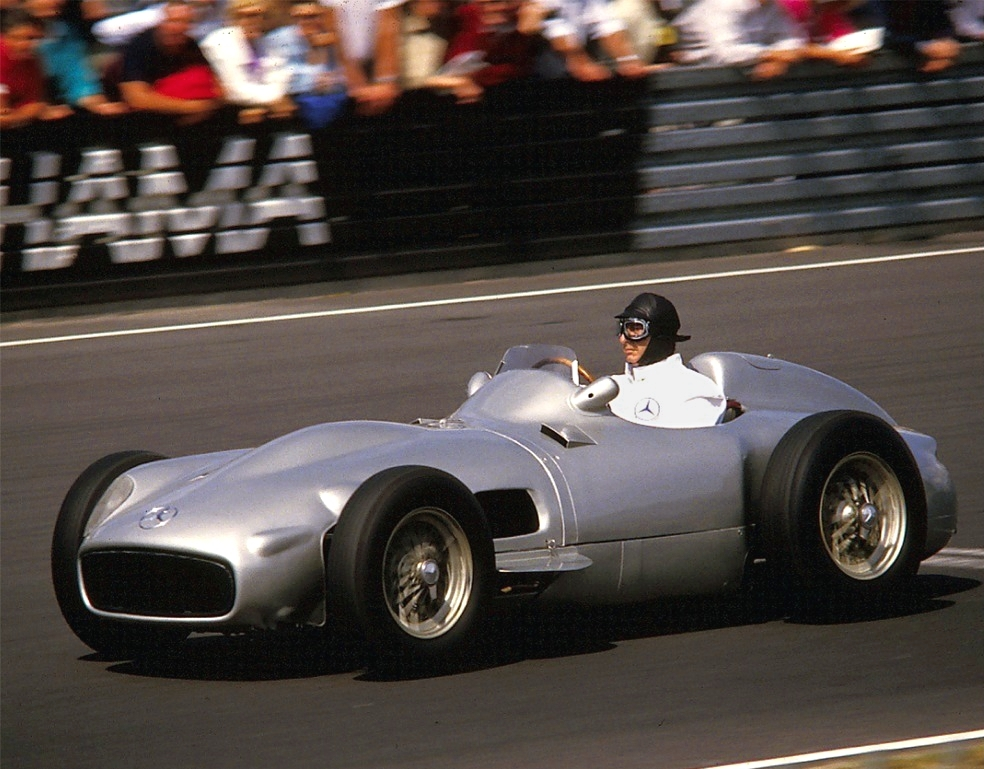
Juan Manuel Fangio pilotând un Mercedes-Benz

În vara lui 1955 avea să se producă cel mai tragic accident din întreaga istorie a curselor auto când, la Le Mans, automobilul Mercedes Benz pilotat de francezul Pierre Levegh a provocat un accident care a ucis 77 de oameni, inclusiv pilotul, rănind alți 77. Imediat după accident conducerea Mercedes Benz a decis retragerea echipei de curse din orice competiție, inclusiv din Formula 1, la finalul sezonului. Accidentul a dat și apă la moară autorităților elvețiene care au beneficiat de ocazie și au interzis orice competiție auto, inclusiv Marele Premiu al Elveției.
Fără Mercedes Benz, Formula 1 a revenit o afacere semnată Scuderia Ferrari care l-a înregimentat în rândurile sale pe Juan Manuel Fangio, campionul mondial din 1954 si 1955. Pentru a putea însă domina întecerea, Scuderia Ferrari a cumpărat și folosit mașinile echipei Lancia, singura care a putut să țină piept celor de la Mercedes Benz, dar care se desființase din motive financiare.
La finalul anului, în care a caștigat al patrulea său titlu mondial, Fangio pleacă de la Scuderia Ferrari, preferând să concureze in 1957 cu vechiul său Maserati. Deși era lipsit de suportul unei echipe de uzină, Fangio a reușit totuși al cincilea său titlu mondial. A fost pentru prima și singura dată în Formula 1 când un pilot al unei echipe private a câștigat titlul mondial.
Începând cu 1958 FIA a decis să organizeze un al doilea campionat mondial, cel al constructorilor, primul titlu revenind echipei britanice Vanwall. În acel an Fangio s-a retras din activitate, permițând Scuderiei Ferrari să se impună din nou în întrecere piloților, de aceasta dată prin Mike Hawthorn.
În 1959 se aștepta ca Ferrari să domine din nou campionatul, dar vioara întâi devenise pe neașteptate echipa Cooper care a reușit să își treacă in cont ambele campionate în 1959, la piloți impunându-se Jack Brabham. Secretul celor de Cooper a fost că mașina lor avea motorul amplasat central. De atunci și până în zilele noastre cele mai bune mașini de Formula 1 au motorul amplasat central.
Când Mike Hawthorn și Vanwall au câștigat cele două tituri mondiale puse în joc in 1958 a început ceea ce în Formula 1 se cunoaște sub numele de "Dominația Britanică". Începând din acel an și până în 1999 echipele britanice, sau cele cu sediu în Marea Britanie au caștigat aproape toate titlurile mondiale la constructori, doar Scuderia Ferrari reușind să mai opună rezistență în câteva ocazii. De asemenea Marea Britanie a dat și cel mai mare număr de piloți campioni mondiali.

## 1960-1969: Saltul tehnologic
Cooper și Jack Brabham au câștigat și titlurile mondiale din 1960, dar în 1961 a fost anul Ferrari care îi avea în rândurile sale pe Phil Hill și contele german Wolfgang von Trips, italienii beneficiind din nou de schimbarea bruscă a regulamentului. Cei doi piloți au mers cap la cap până înainte cu cursa de la Monza, penultima a campionatului, von Trips fiind lider cu 33 de puncte, față de 25 ale lui Hill. Înainte de cursa de la Monza cei doi piloți se înțeleseseră ca acela care va câștiga în Italia să devină campion mondial, însă tragedia s-a produs în momentul în care von Trips a pierdut controlul volanului în virajul Parabolica, după o coliziune cu Lotus-ul lui Jim Clark, mașina lui luându-și pur și simplu zborul. În urma acelui accident și-au pierdut viața 13 spectactori și pilotul. Cât despre cursă, ea a fost câștigată de Phil Hill care s-a încoronat campion mondial.

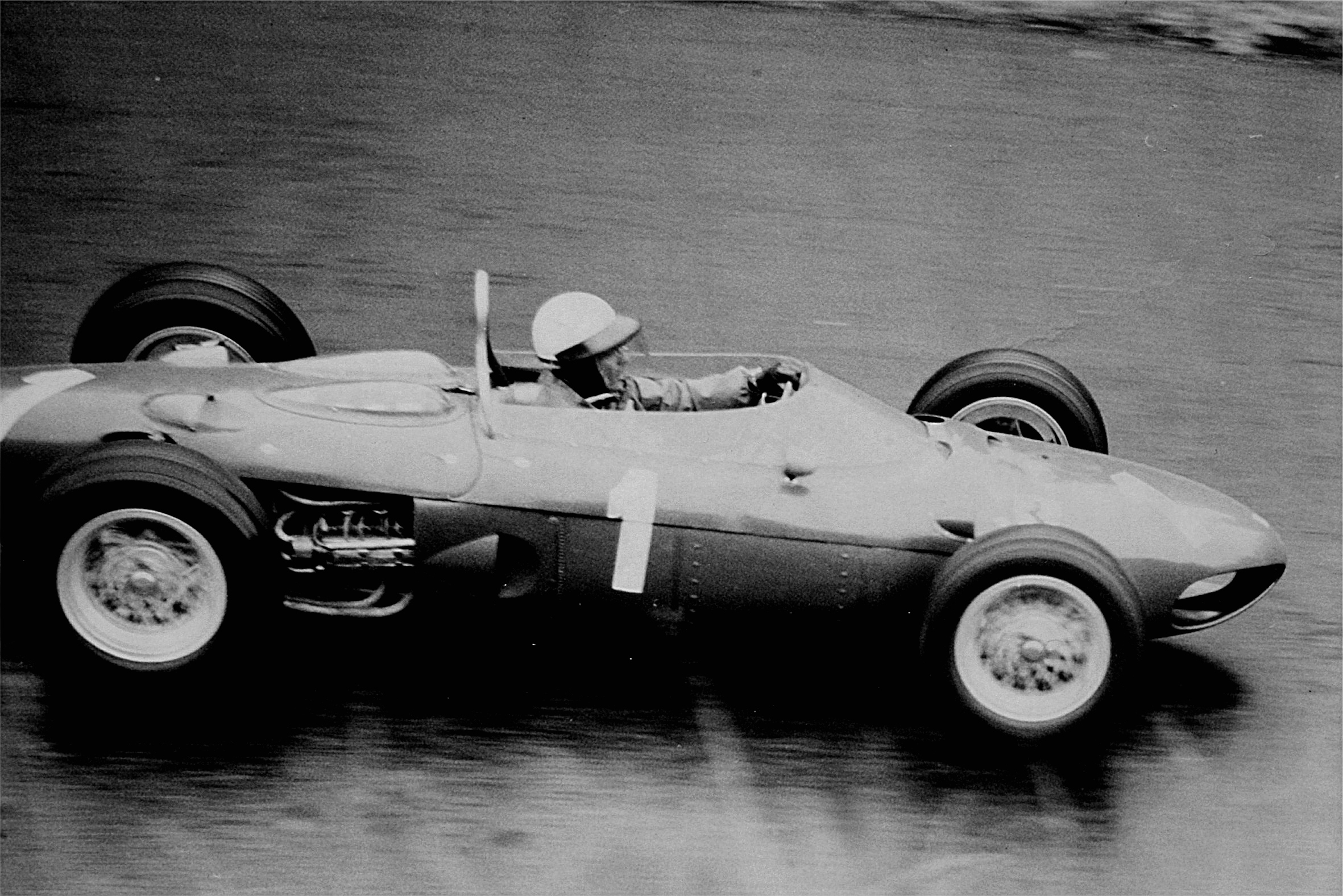
Phil Hill în

 În 1962 un alt Hill, de această dată Graham, britanic, a câștigat titlul mondial însă anul avea să rămână în istorie drept unul cu un salt tehnilogic uriaș: Lotus 25 a fost prima mașină cu șasiu monococ, din aluminiu. Acest tip de șasiu se construiește și în zilele noastre, chiar dacă aluminiul a fost înlocuit cu kevlar și alte materiale compozite.
Chiar dacă Lotus-ul 25, propulsat de un motor Climax, a fost puțin fiabil în primele curse, în 1963 și-a tras partea leului, caștigând ambele titluri mondiale, la piloți impunându-se Jim Clark.
John Surtees și Ferrari au beneficiat din plin de problemele tehnice ale lui Jim Clark din a doua parte a sezonului 1964,când Lotus a preferat să folosească un model nou, și au caștigat titlurile mondiale puse in joc. Astfel Surtees devenea primul pilot care s-a impus în Campionatul Mondial de Formula 1 după ce în prealabil s-a impus în Campionatul Mondial de Motociclism viteză.
În 1965 Jim Clark și Lotus au revenit la putere, însă numai pentru un sezon, pentru că înainte de sezonul 1966 FIA a decis să schimbe regulamentul motoarelor. Cei de la Climax, furnizorul de motoare pentru Lotus au refuzat să construiască un nou motor, astfel ca echipa lui Jim Clark a avut de suferit. Câștig de cauză de pe urma noului regulament a avut Brabham, echipa lui Jack Brabham, campionul mondial din 1959 și 1960, care a semnat un acord cu Repco, un constructor australian de motoare. Particularitatea motoarelor Repco, construite pe baza unui motor Oldsmobile V8 al unui automobil de stradă, constă în faptul ca erau răcite cu apă. Asfel Brabham a dominat două sezoane, câștigând titlurile mondiale din 1966 și 1967, la piloți ele fiind împărțite în mod egal de Jack Brabham și neo-zeelandezul Denny Hulme.
Nemulțumit de decizia companiei Climax de a nu construi un motor nou pentru sezonul 1966, când însă motoarele vechi erau în continuare acceptate, Colin Chapman, fondatorul si directorul echipei Lotus a început să discute cu americanii de la Ford în vederea furnizării de motoare de către aceștia. Acordul a fost semnat in 1966, iar în 1967 Ford debuta în Formula 1 și odată cu ei celebrul motor Ford Cosworth DFV 3.0 V8, un motor de 3000 cmc, care a rămas în Formula 1 până în anii '90. Acesta era, întocmai ca și motorul Repco, foarte compact, ușor și puternic, dezvoltând în 1967 410 CP. Designul acestui motor i-a permis lui Chapman să refacă designul șasiului Lotus, acesta terminându-se imediat în spatele scaunului pilotului, lasând motorul neacoperit.
1968 începuse foarte bine pentru Jim Clark și Lotus cu o victorie în Marele Premiu al Africii de Sud în chiar prima zi a anului, propulsându-l în postura de lider al campionatului și prim favorit la câștigarea titlului suprem. Totul avea să se sfârșească însă într-o zi ploioasă de aprilie când, participând la cursa de Formula 2 de la Hockenheim, Clark a suferit un accident fatal.

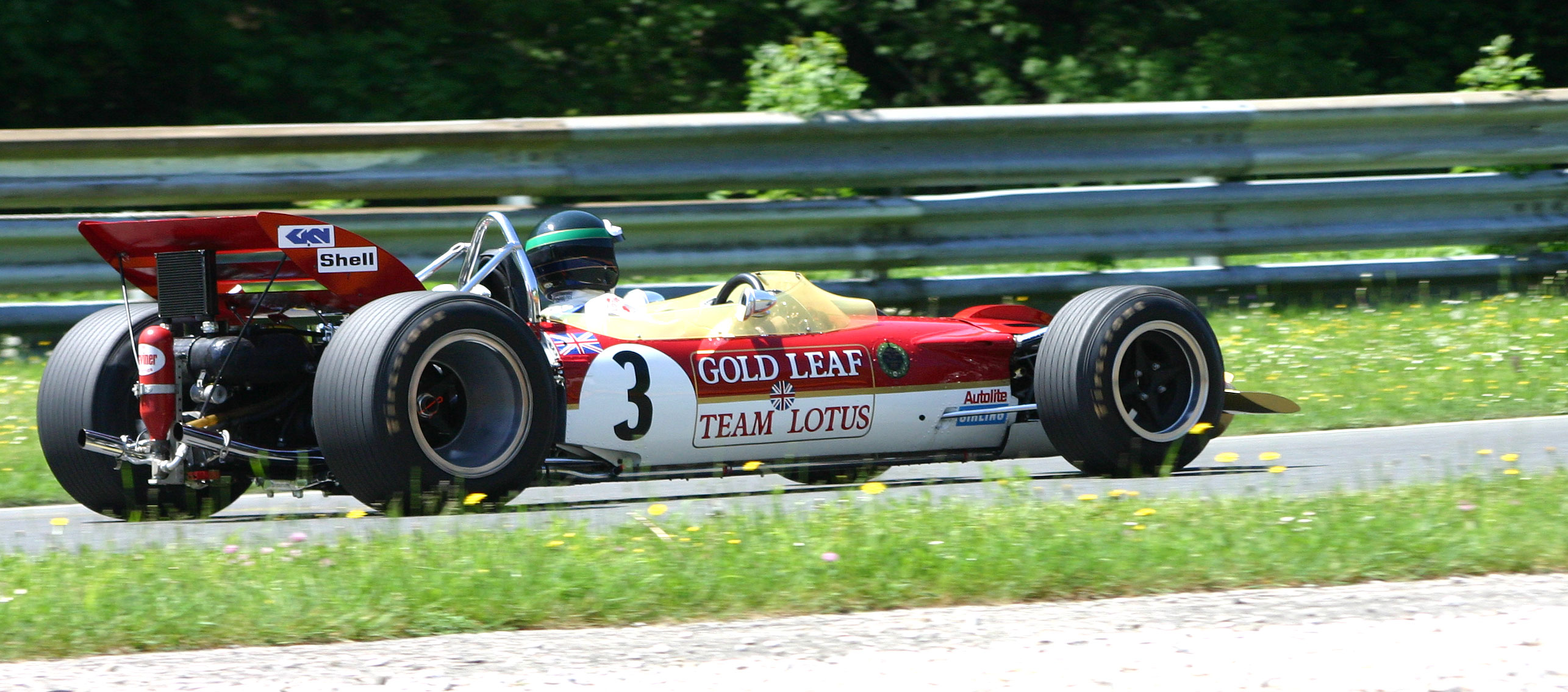
Lotus 49 și Gold Leaf

 Deși devastat de moartea lui Jim Clark, care era pentru el ca un fiu, Colin Chapman și-a condus echipa spre cele două titluri mondiale ale anului, în campionatul piloților impunându-se Graham Hill, cel care fusese cooptat în echipă înainte de debutul sezonului.
Anul 1968 va rămâne în istoria Formulei 1 nu doar ca fiind anul în care a decedat Jim Clark ci și pentru alte două aspecte, fară de care Formula 1 de astăzi ar fi fost alta. Primul a avut valoare comercială: în 1968 sponsorii comerciali au fost acceptați în Formula 1. Până atunci doar companiile care aveau legătură directă cu automobilele - producători de uleiuri, benzină, pneuri - aveau dreptul să sponsorizeze echipele și cursele. Lotus a fost prima echipă care a semnat un astfel de acord comercial, cu Imperial Tobacco, promovând marca Gold Leaf. Al doilea a avut valoare tehnică: aripa spate și aripile față au fost folosite pentru prima dată in Formula 1, ridicând semnificativ importanța aerodinamicii în construcția de monoposturi de Formula 1.

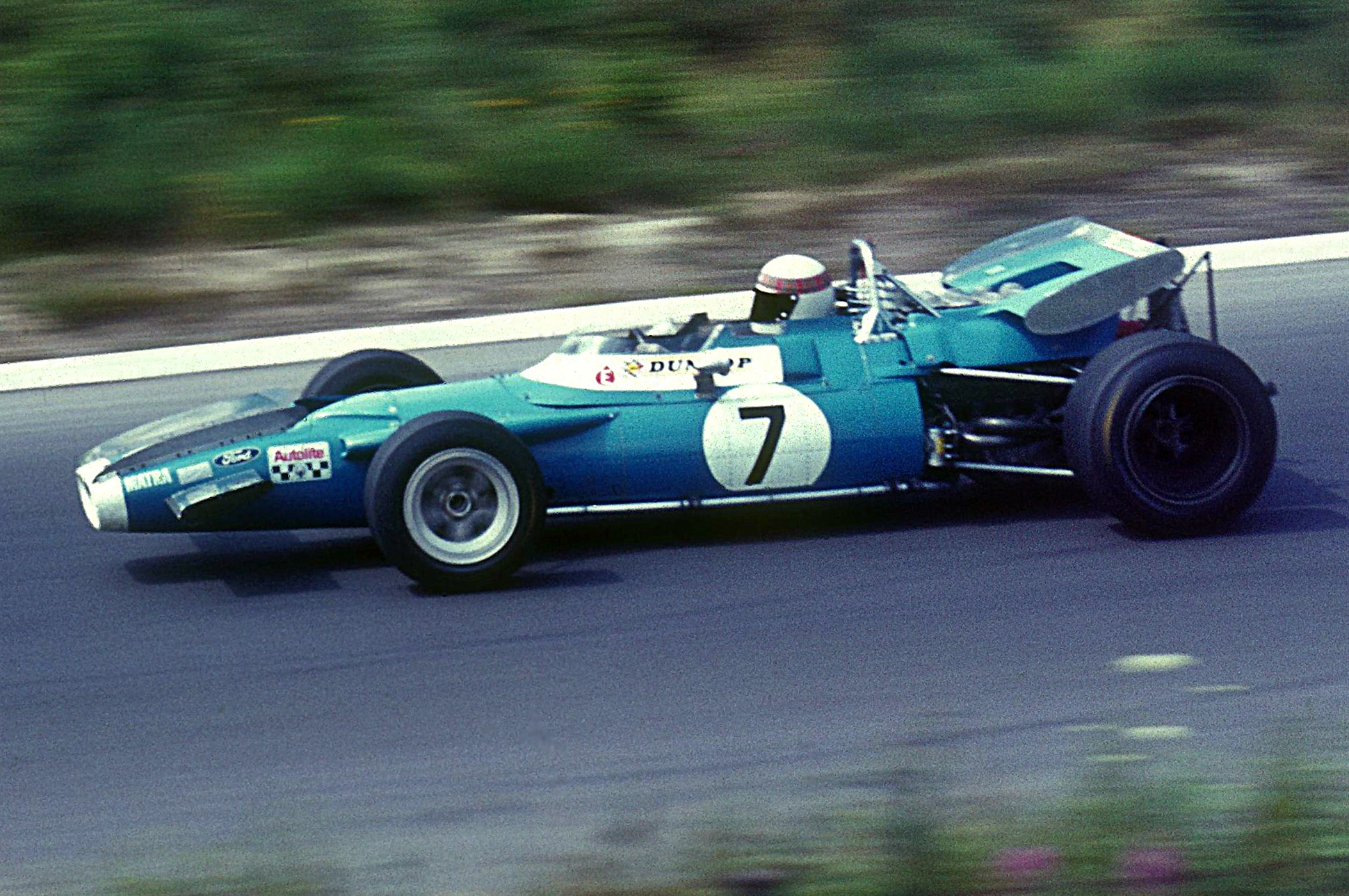
Jackie Stewart conducând o Matra Ford în

 Succesul reușit de Lotus în 1968 a făcut ca eforturile celor de la Matra să treacă neoservate. Matra era o echipă franceză care lucra în colaborare cu Ken Tyrrell, primul pilot al echipei fiind Jackie Stewart, un scoțian tânăr, rapid și foarte dornic de afirmare. Echipa beneficia și ea de motoarele Ford Cosworth DFV V8 - în acel an Lotus a pierdut exclusivitatea asupra motorului - dar și de tehnologie din industria aviatică unde compania mamă își desfășura activitatea. În 1968 Matra, Ken Tyrrell și Jackie Stewart au reușit să câștige trei curse, dar în 1969 au dominat cu autoritate sezonul, câștigând la final ambele titluri mondiale.
Un accident produs la Monaco în 1969 a dus la interzicerea aripii spate și a celor din față, însă acestea aveau să fie reintroduse un an mai târziu, de această dată reglementate de federație.

## 1970-1979: Sponsorii invadează Formula 1
Naționalismul francez și-a spus cuvântul în 1970 când conducerea de la Matra a decis să renunțe la motorul Ford și să construiască unul propriu. Rezultatul a fost nu doar ruperea relației cu Ken Tyrrell, care nu a fost de acord cu această politică, dar și dispariția echipei de la vârful Formulei 1. Rămas singur, Ken Tyrrell, care se baza în continuare pe motorul Ford și pe serviciile lui Jackie Stewart, cumpără șasiuri March, dar în același timp începe construcția unui șasiu propriu. March era un constructor de șasiuri care tocmai debuta in Formula 1, unul dintre acționarii companiei mamă fiind Max Mosley, fost președinte al FIA.

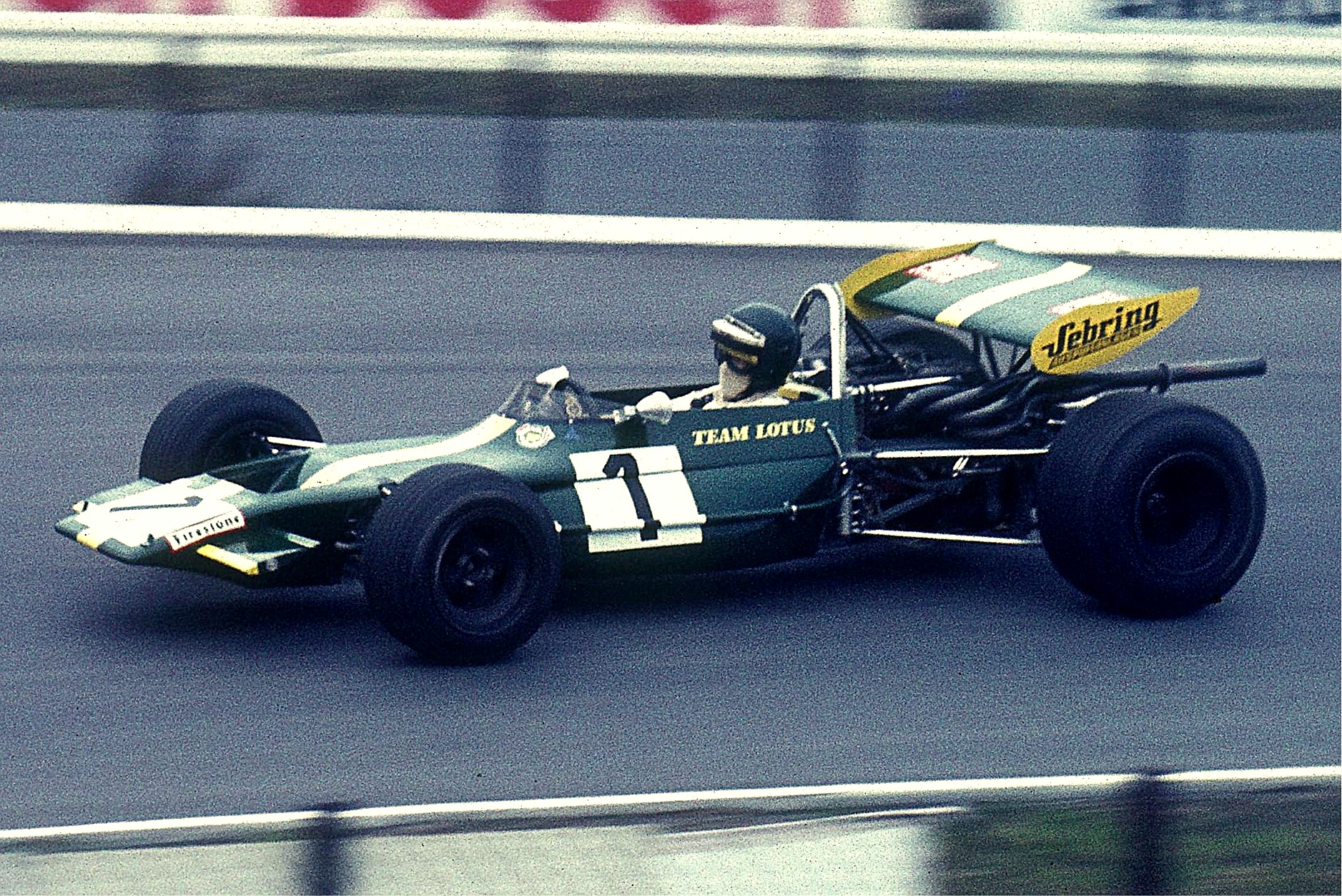
Jochen Rindt și Lotus 72 Ford în

Combinația March - Ken Tyrrell - Jackie Stewart nu a fost însă fructuoasă, astfel că titlurile mondiale au fost câștigate de Jochen Rindt și Lotus însă cu ce preț! Rindt era liderul la zi al campionatului înainte de Marele Premiu al Italiei de la Monza având cinci victorii și totalizând 45 puncte. Monza părea a fi o formalitate pentru austriacul Rindt însă un accident suferit în sesiunea de antrenamente avea să îi fie fatal. Și așa Rindt a fost încoronat campion mondial, post-mortem, pentru că nici un alt pilot nu a reușit să îl depășească până la finalul sezonului.
În 1970 și-a făcut debutul în Formula 1 primul pneu "slick" (fără nici un fel de desen), fabricat de Goodyear.
Următoarele trei sezoane au fost împărțite în mod egal de către Tyrrell și Lotus. Beneficiind de primul șasiu Tyrrell, Jackie Stewart a dominat sezonul 1971, ajutându-și echipa să câștige titlul mondial la constructori. A fost pentru prima și până acum singura dată când o echipă de Formula 1 a câștigat titlul mondial în chiar primul an de activitate. În 1972 însă titlurile au revenit celor de la Lotus, campionatul piloților fiind câștigat de brazilianul Emerson Fittipaldi, care devenea atunci cel mai tânăr campion mondial din Formula 1, recordul său stând în picioare până în 2005. În fine Tyrrell, prin Jackie Stewart, s-a impus la piloți în 1973, iar Lotus a câștigat campionatul constructorilor. La finalul sezonului Stewart, bolnav de ulcer, își anunța retragerea din Formula 1.
În 1973 și-au făcut intrarea în Formula 1 americanii de la Marlboro, aduși în campionatul mondial de către Frank Williams ca și sponsori ai echipei sale. Resursele limitate ale lui Williams au făcut însă ca Marlboro să migreze la McLaren după numai un sezon, începând astfel un contract de sponsorizare care s-a întins pe mai mult de două decenii.
Cooptat de McLaren la cererea sponsorului, Emerson Fittipaldi a adus primele titluri mondiale ale acestei echipei, în 1974. McLaren era prezentă în campionatul mondial încă din 1966, fiind echipa creată de neo-zeelandezul Bruce McLaren, fost coleg de echipă cu Jack Brabham la Cooper, iar în 1968 a câștigat prima cursă - Marele Premiu al Belgiei. Totuși, până în acel an McLaren nu contase în lupta de la vârf.
După ce a câștigat titlurile mondiale din 1964, Ferrari a dispărut din lupta pentru coroanele supreme. Acest lucru nu a fost tocmai pe placul companiei Fiat, care intre timp cumpărase un mare procent din acțiunile Ferrari, care i-a cerut lui Enzo Ferrari să facă schimbări radicale în structura echipei. Astfel a fost adus în echipă Luca di Montezemolo, un apropriat Fiat, mai întâi ca și asistent a lui Enzo Ferrari, iar mai apoi pe postul de director sportiv, fiind practic artizanul revitalizării echipei italiene la mijlocul anilor '70. di Montezemolo, l-a adus în echipă pe Niki Lauda, un austriac care se anunța a fi de viitor, apoi a îndemnat departamentul tehnic să construiască primul șasiu monococă, adevăratul salt tehnologic venind însă în 1974 când Ferrari a promovat pentru prima dată în Formula 1 cutia de viteze amplasată transversal, pentru o mai bună distribuție a maselor, apărând astfel celebra serie Ferrari 312T.

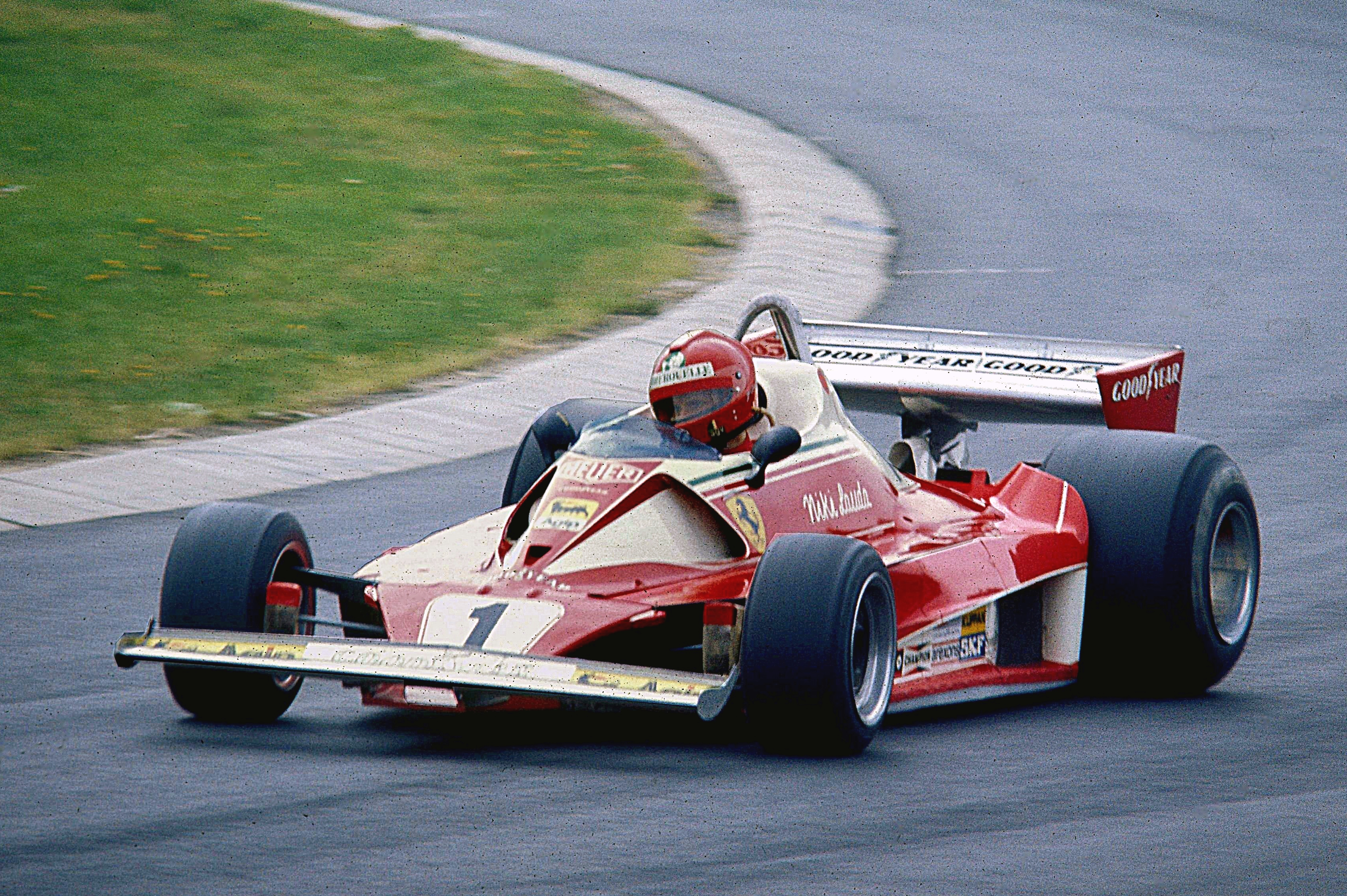
Niki Lauda pe Nürburgring în

După ce în 1974 Ferrari a reușit să reînoade șirul victoriilor, în 1975 s-a impus cu ușurință în lupta pentru cele două titluri mondiale, începând o dominare care avea să țină timp de trei sezoane și care avea să cuprindă cinci titluri mondiale. Doar campionatul piloților din 1976 nu a fost câștigat de Ferrari însă aceasta numai după doua evenimente pe care nu le-a putut controla: mai întâi Niki Lauda a suferit un accident in timpul Marelui Premiu al Germaniei din acel an de la Nürburgring care îl va ține departe de curse pentru câteva săptămâni, iar mai apoi acelasi austriac a refuzat să concureze in Marele Premiu al Japoniei de la Mount Fuji, cedând astfel titlul lui James Hunt, înlocuitorul lui Emerson Fittipaldi de la McLaren, bunul său prieten.
Atitudinea lui Lauda de la Mount Fuji nu a fost deloc gustată de conducerea echipei sale, astfel că imediat ce austriacul a câștigat titlul mondial din 1977 a fost concediat.
Tot în această perioadă au avut loc doua premiere în Formula 1. Mai întâi în 1975 italianca Lella Lombardi a devenit prima femeie, și singura până acum, care a reușit să termine o cursă de Formula 1 în puncte, după ce a ocupat locul al șaselea la finalul Marelui Premiu al Spaniei. Apoi, în 1976, conducând pentru Tyrrell, Jody Scheckter a devenit singurul pilot din lume care a câștigat o cursă de Formula 1 la volanul unei mașini cu șase roți.
În 1977 și-a făcut debutul în Formula 1 echipa Renault promovându-se astfel două inovații tehnice: motorul turbo și pneul radial, acesta din urmă fabricat de Michelin.
Dominarea Niki Lauda - Ferrari a luat sfârșit în 1978 când Lotus a revenit la putere, grație unei noi inovații: efectul de sol. Aplicat pentru prima dată pe mașina Lotus 78 în 1976, efectul de sol făcea ca mașina să aibă o forță de apăsare mult mai bună, reducând în același timp frecarea, ajutând astfel mașina să stea mai bine pe pistă. Campionatul mondial al piloților a fost câștigat în acel an de către Mario Andretti, un american de origine italiană, care devenea astfel primul pilot care s-a impus atât in Indy Car cât și în Formula 1, însă după o luptă de zile mari cu colegul său de la Lotus, suedezul Ronnie Peterson, luptă care s-a încheiat în momentul decesului blondului suedez în urma unui accident suferit în primul tur al Marelui Premiu al Italiei de la Monza.
Ferrari a fost vioara întâi a sezonului următor, când în lupta pentru titlu au mai contat și Ligier și Williams. Italienii, care continuau cu seria 312T, construiseră un bolid cu caracteristici aerodinamice mai bune decât Lotus.
Tot in 1979 Renault a câștigat prima cursă în Formula 1, aceasta fiind prima victorie a unui motor turbo in campionatul mondial.

## 1980-1989: Formula 1 se politizează
În 1979 FIA a decis să înființeze FISA - care urma să coordoneze toate sporturile automobilistice. Încă de la început între FOCA (Formula One Constructors' Association - lb română Asociația Constructorilor din Formula 1), prezidată de Bernie Ecclestone, de la Brabham, și unde Max Mosley, fostul asociat al echipei March, era consultant pe probleme legale, și FISA au existat conflicte care au degenerat într-un adevărat război. Sâmburele războiului a fost propunerea de către echipele FOCA a Acordului Concord, în care se stipulau marjele din drepturile comerciale pe care le primea fiecare echipă, propunere cu care inițial FISA nu a fost de acord, și pe care, deși l-a semnat în 1981, l-a atacat tot timpul.
Formula 1 ajunsese deja unul dintre cele mai urmărite sporturi din lume, cursele fiind televizate în direct pe întreg mapamondul. Acest fapt a atras în campionat o serie de sponsori puternici, ceea ce a făcut ca pretențiile echipelor să crească. Pe de altă parte noul regulament promulgat de FISA avantaja constructorii de automobile prezenți cu echipele proprii în Formula 1, aceștia din urmă având posibilitați financiare mai mari decât echipele private, astfel că bătălia se ducea pe două fronturi - cel al drepturilor comerciale și cel al regulamentului tehnic.
Extins pe durata unui întreg deceniu, războiul s-a stins de la sine, dar numai după ce a atins mai multe apogee. Astfel în 1982 la Imola când echipele FOCA au boicotat Marele Premiu al Republicii San Marino, Colin Chapman și Frank Williams spunând clar că dacă Jean-Marie Balestre, președintele FISA, nu demisionează și nu se consideră învins, își retrag echipele - Lotus și Williams - din campionat, iar mai apoi în Brazilia unde Nelson Piquet de la Brabham și Keke Rosberg de la Williams au fost descalificați, se spune ca răzbunare din partea FISA. Apoi Bernie Ecclestone, care între timp vânduse echipa Brabham, ocupând doar rolul central în FOCA, și Max Mosley au intrat în structurile FIA în 1986, ceea ce a dus la întărirea FOCA.
Cinci ani mai târziu Max Mosley a fost ales președinte al FISA, chiar în locul lui Jean-Marie Balestre, acesta din urmă fiind promovat ca președinte al FIA. Ulterior Mosley a candidat la președinția FIA în 1993 unde a câștigat, iar una dintre primele sale măsuri a fost desființarea FISA.
Războiul dintre FOCA și FISA a schimbat pentru totdeauna fața Formulei 1, introducând-o în epoca politică. Prin semnarea Acordului Concord, numit așa după Place de la Concorde din Paris unde este sediul central al FIA, echipele primeau o bună parte din drepturile comerciale care proveneau din televizarea curselor și vânzarea spațiilor publicitare pe circuite, în timpul curselor. Al doilea Acord Concord a fost semnat în 1986, al treilea în 1992, iar al patrulea, cel curent, în 1998. Acesta din urmă va expira în 2007, dar deja termenii noului acord au fost trasați.
În ciuda războiului mai sus menționat, activitatea sportivă a continuat, Formula 1 rămând un campionat deosebit de disputat. Motorul turbo părea a fi noua revoluție tehnologică în ciuda faptului că era încă nefiabil. Acest fapt a avantajat în continuare echipele care foloseau motoare aspirate și care dominau în continuare cursele.
După o evoluție de excepție in 1979, Williams a câștigat titlurile mondiale în 1980. Frank Williams era în Formula 1 încă din 1966 când a înființat Frank Williams Racing Cars, cumpărând un Brabham pentru Piers Courage cu care a debutat în campionatul mondial. Timp de aproape un deceniu Williams s-a luptat cu bugetele reduse, ceea ce l-a făcut să se alieze cu diverse companii pentru a supraviețui. Abia în 1972 a construit prima sa mașină - Politoys FX3, numită așa după numele sponsorului său, dar aceasta a fost distrusă în prima cursă. Criza financiară în care era l-a dus alături de Walter Wolf, un magnat canadian de origine austriacă din domeniul petrolului, care cumpără Frank Williams Racing Cars. Relația nu a funcționat însă, astfel că Williams pleacă din nou înființata echipă Wolf după numai un an și fondează la Williams Grand Prix Engineering împreuna cu Patrick Head, un tânăr și talentat inginer. Cei doi conduc și astăzi compania în ciuda numeroaselor oferte de cumpărare venite de la companii ca și BMW sau Hyundai.
Williams a câștigat titlul constructorilor și în 1981, însă l-a pierdut pe cel al piloților din cauza tensiunilor create de Carlos Reutemann, unul dintre piloții echipei. Acesta a ignorat faptul ca Alan Jones, care a câștigat în 1980, era primul pilot și considerând că Jones avusese șansa sa în sezonul precedent, a luptat pentru titlul mondial al piloților în 1981, luându-i multe puncte lui Jones. Cu o etapă înainte de terminarea sezonului Reutemann era liderul campionatului cu 49 puncte, pe locul secund fiind Nelson Piquet de la Brabham cu 48. Alan Jones era al treilea cu 37 puncte. În ultima cursă Reutemann a terminat abia al optulea, nereușind nici un punct, în timp ce Nelson Piquet a adunat două, câștigând astfel titlul mondial.
La numai trei ani de la apariția efectului de sol, o altă invoție tehnologică era adusă la lumina zilei în Formula 1: șasiul din kevlar și alte materiale compozite. Opera lui John Barnard, directorul tehnic de la McLaren, acesta a revoluționat ideea șasiului tubular din aluminiu construit de Colin Chapman în urmă cu mai mulți ani. Ideea lui Barnard este aplicată și astăzi de toți constructorii de șasiuri de Formula 1.
Șasiul din kevlar și alte materiale compozite nu a fost singura inovație tehnică în 1981. Lotus a folosit pentru prima dată suspensiile active la mașinile pe care le construia. Ideea a fost însă considerată prematură, cel puțin în raport cu tehnologiile disponibile atunci, ea fiind abandonată după doar doi ani.
În 1982 motoarele turbo deveniseră mult mai fiabile, iar echipele care beneficiau de ele începeau să domine cursele. Unul dintre cele mai bune monoposturi din acel an a fost cel construit de Ferrari. Italienii ar fi trebuit să câștige titlul la pas, dacă nu s-ar fi confruntat însă cu numeroase tragedii și drame - Gilles Villeneuve a decedat în urma unui accident produs în timpul Marelelui Premiu al Belgiei, în timp ce Didier Pironi a suferit un accident în timpul Marelui Premiu al Germaniei care l-a făcut indisponibil pe toată durata sezonului. Deși Ferrari s-a impus la constructori, devenind astfel prima echipă care câștiga un titlu mondial folosind un motor turbo, în campionatul piloților a câștigat Keke Rosberg, înlocuitorul lui Alan Jones de la Williams. O particularitate interesantă a sezonului 1982 a fost că cele 16 curse au fost adjudecate de 11 piloți. Nici un pilot nu a câștigat mai mult de două curse, campionul mondial, Rosberg, câștigând una singură.
În decembrie 1982 Colin Chapman a suferit un atac de cord și a decedat. Era, alături de Enzo Ferrari, cea mai centrală figură din Formula 1.
În ciuda titlului câștigat de Rosberg, era clar pentru toată lumea că doar echipele care aveau motoare turbo puteau conta în lupta de la vârf. Acest fapt i-a pus pe Bernie Ecclestone de la Brabham, Ron Dennis de la McLaren si Frank Williams de la Williams să își caute alți furnizori de motoare. Astfel au intrat în Formula 1 BMW alături de Brabham, Porsche alături de McLaren, iar Frank Williams i-a convins pe japonezii de la Honda, atunci furnizori de motoare pentru echipa Spirit să i se alieze.

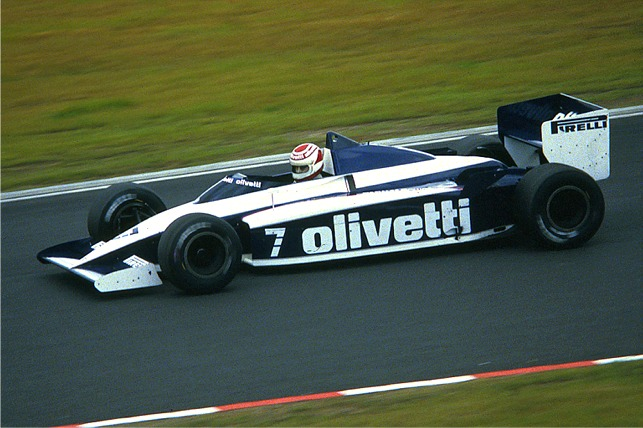
Nelson Piquet în

După ce Ferrari și Brabham și-au împărțit titlurile mondiale în 1983, Formula 1 a intrat în perioada de dominare McLaren - Williams pentru că timp de un deceniu și jumătate cele două echipe câștigând 27 din cele 30 de titluri mondiale puse în joc.
Titlurile reușite de Williams în prima parte a anilor '80 nu ar fi fost posibile fără sponsorizările pe care Frank Williams le-a obținut din lumea arabă, mai exact de la Osama bin Laden și Mansour Ojjeh. Acesta din urmă a rupt însă relația cu Williams și a trecut în curtea celor de la McLaren unde a finanțat un proiect al companiei germane Porsche de construcție a motoarelor de Formula 1. Produsul final, numit TAG Porsche, unde TAG era compania lui Ojjeh, au fost folosite cu succes de McLaren între 1983 și 1987. Astăzi Mansour Ojjeh deține 30% din McLaren Group, compania care coordonează echipa de Formula 1 cu același nume.
Prima parte a anilor '80 au fost dedicați schimbărilor la McLaren acolo unde relația dintre Teddy Mayer, cofondator al echipei împreună cu Bruce McLaren și properitarul acesteia între 1970 și 1980, și sponsorul Marlboro se racise considerabil. Marlboro amenința cu retragerea, dacă Mayer nu vindea echipa lui Ron Dennis, un fost partener de afaceri al Marlboro din Formula 2. Până la urmă Mayer a cedat, iar Dennis a devenit noul acționar principal al echipei. Din acel moment toate mașinile produse de McLaren poartă acronimul MP4, acesta însemnând "McLaren Project 4", unde "Project Four" era fosta echipa de Formula 2 a lui Dennis.
În încercarea sa de a fi ajutat de Marlboro să ajungă la McLaren, Ron Dennis a avut două arme secrete. Mai întâi a fost cea cu John Barnard, directorul tehnic al echipei Project Four, care construise primul șasiu din kevlar și alte materiale compozite, considerat viitorul Formulei 1, iar mai apoi a fost convingerea lui Niki Lauda, fostul campion de la Scuderia Ferrari din anii '70, să revină în Formula 1.
Începutul perioadei Dennis la McLaren a fost deosebit de dificil, însă motorul TAG Porsche, folosit pentru prima dată în 1983 i-a ajutat să revină în topul campionatului, McLaren dominând sezonului 1984 când Niki Lauda a câștigat întrecerea piloților cu un avans de doar 0.5 puncte în fața lui Alain Prost. Isprava a fost repetată și în 1985, când titlul i-a revenit însă lui Alain Prost.

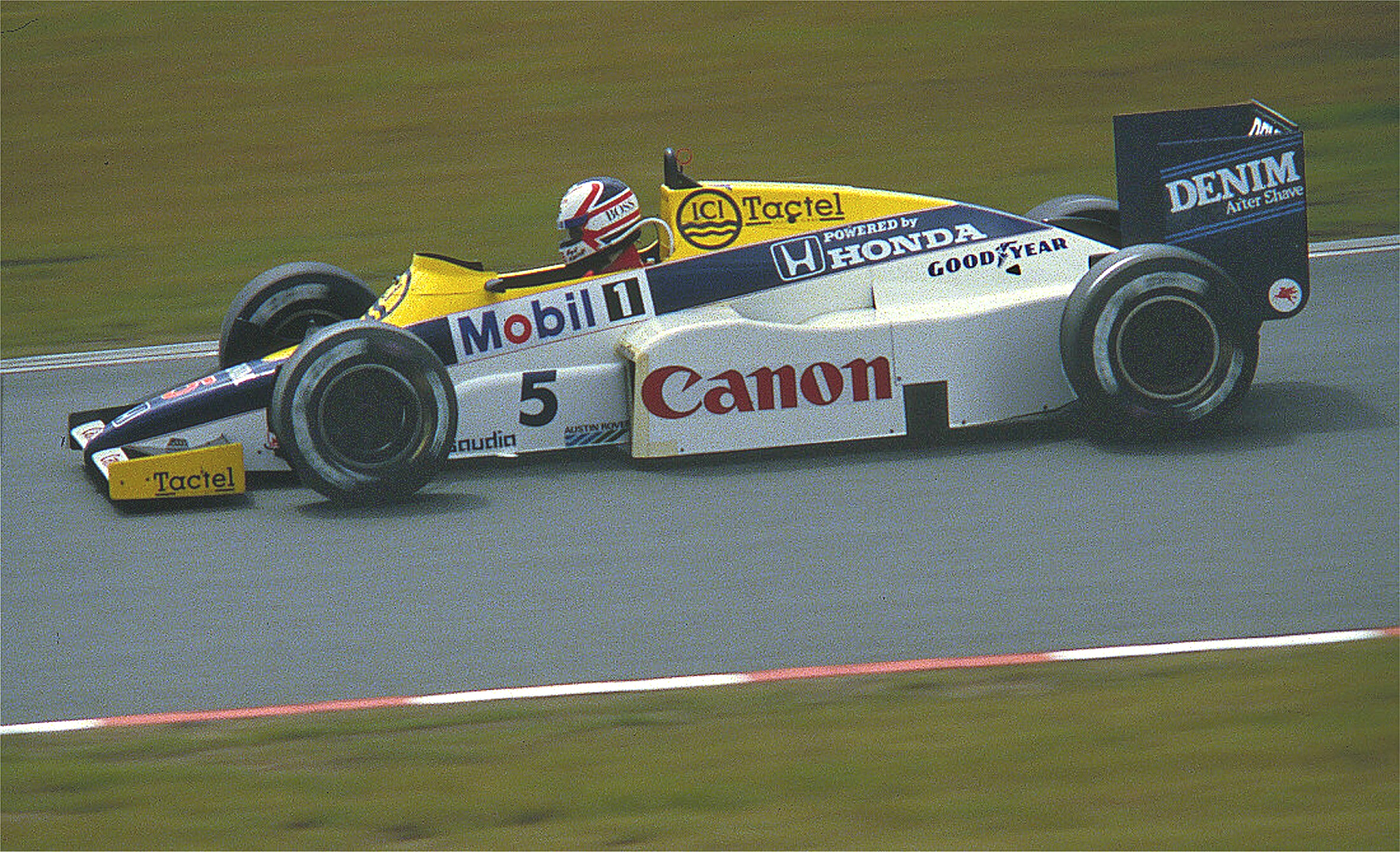
Williams-Honda în

Williams semnase un parteneriat privind furnizarea de motoare cu japonezii de la Honda, care se aflau la a doua aventura în Formula 1 după ce au concurat cu echipa proprie în anii '60, în 1983, iar în 1986 au câștigat deja primul titlu mondial, impunându-se în întrecerea constructorilor, doar neșansa făcând ca să nu câștige și în campionatul piloților, acolo unde până la urmă s-a impus Alain Prost de la McLaren.
Până la finele deceniului au urmat trei sezoane în care Honda a spulberat orice opoziție. Mai întâi a reușit dubla alături de Williams în 1987, când la piloți s-a impus Nelson Piquet, apoi a semnat alte două duble alături de McLaren, campionatul piloților revenind lui Ayrton Senna în 1988 și Alain Prost în 1989.
Deși Frank Williams beneficia de o relație foarte bună cu Honda, aceasta s-a rupt în momentul în care britanicul a refuzat să coopteze în echipă pe Satoru Nakajima, un pilot japonez de casă a companiei Honda. Pretextul ruperii contractului a fost însă accidentul suferit de Frank Williams în 1986, un accident care l-a lăsat semiparalizat, într-un scaun cu rotile. Atunci Honda a fost de părere că Williams nu își mai poate conduce echipa așa cum o făcuse până atunci și a anunțat ca nu va mai reînnoi contractul scadent în 1987. Japonezii s-au ținut de cuvânt în ciuda titlurilor reușite de Williams în ultimul an împreună.
În 1987 Lotus a instalat din nou suspensiile active pe care le folosise între 1981 și 1983, de această dată ele fiind folosite cu mai mult succes.
Migrați la McLaren, cei de la Honda l-au adus cu ei și pe Ayrton Senna, un tânăr pilot brazilian care folosise deja motoare Honda la Lotus. Ayrton Senna a câștigat titlul mondial în 1988 și a fost câștigatorul moral al celui din 1989.
În primul an împreună, în 1988, McLaren și Honda au câștigat 15 curse din totalul de 16, acumulând 199 puncte. Ar fi câștigat-o cu ușurință și pe a șaisprezecea, dar aceasta a fost făcută cadou celor de la Scuderia Ferrari drept omagiu pentru decesul lui Enzo Ferrari in august 1988.
1988 a fost ultimul an în care motoarele turbo au fost acceptate pe grila de start. Începând din 1989 doar motoarele aspirate au fost acceptate, capacitatea cilindrică fiind de 3.500 cmc, configurația fiind V8, V10 sau V12.

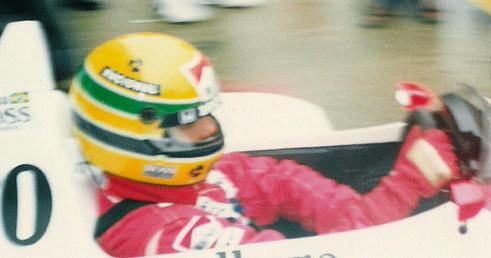
Ayrton Senna

În 1989, cu doar o cursă rămasă de disputat, cea de la Circuitul Suzuka, atât Ayrton Senna cât și Alain Prost aveau șanse la titlul mondial. Înainte de cursă cei doi piloți s-au înțeles, în prezența lui Ron Dennis ca acela care va fi primul la capătul primului tur al cursei să câștige. Prost a avut un start mai bun și s-a instalat la conducere, dar Senna era chiar în spatele lui, iar în ultima șicană a turului a intrat într-o depășire pe interior, doar pentru a fi blocat de Prost într-o manieră deloc sportivă. Cei doi au ieșit de pe iarbă, dar Senna a fost ajuat de comisarii de traseu să revină. Cea ce a urmat a fost de domeniul fantasticului: de pe locul 25 la capătul primului tur, Senna a terminat cursa primul! Totuși el a fost descalificat pentru că a revenit pe traseu ajutat de comisarii de cursă, lucru interzis de regulament, iar titlul i-a revenit astfel lui Alain Prost, cel care după acea cursă părăsea McLaren pentru a trece la Ferrari.
1989 a adus cu sine o inovație tehnologică care se folosește si astăzi în Formula 1: cutia de viteze semiautomatică, care a fost folosită pentru prima dată de Ferrari pe mașina lui Nigel Mansell.

## 1990-1999: Formula 1 devine o afacere
Războiul dintre FISA și FOCA a avut urmări pozitive în ceea ce privește aspectele comerciale ale Formulei 1. Ca urmare a semnării Acordului Concord echipele dispuneau din ce în ce mai multe fonduri ca urmare a atragerii unor sponsori puternci, alții decât fabricanții de tutun și companiile direct implicate în industria auto. Acest fapt, corelat cu creșterea audiențelor TV a făcut ca Formula 1 să devină o veritabilă afacere pentru toată lumea: proprietari de echipe, piloți, sponsori.
Dominarea Honda a continuat și în 1990 când Ayrton Senna și-a trecut în cont al doilea său titlu mondial, însă în 1991 Williams a revenit în lupta pentru titlurile puse în joc. După ce a terminat contractul cu Honda, Frank Williams i-a convins pe cei de la Renault să revină în Formula 1, iar în 1991 parteneriatul dintre Williams și Renault era deja aproape de maturitate.

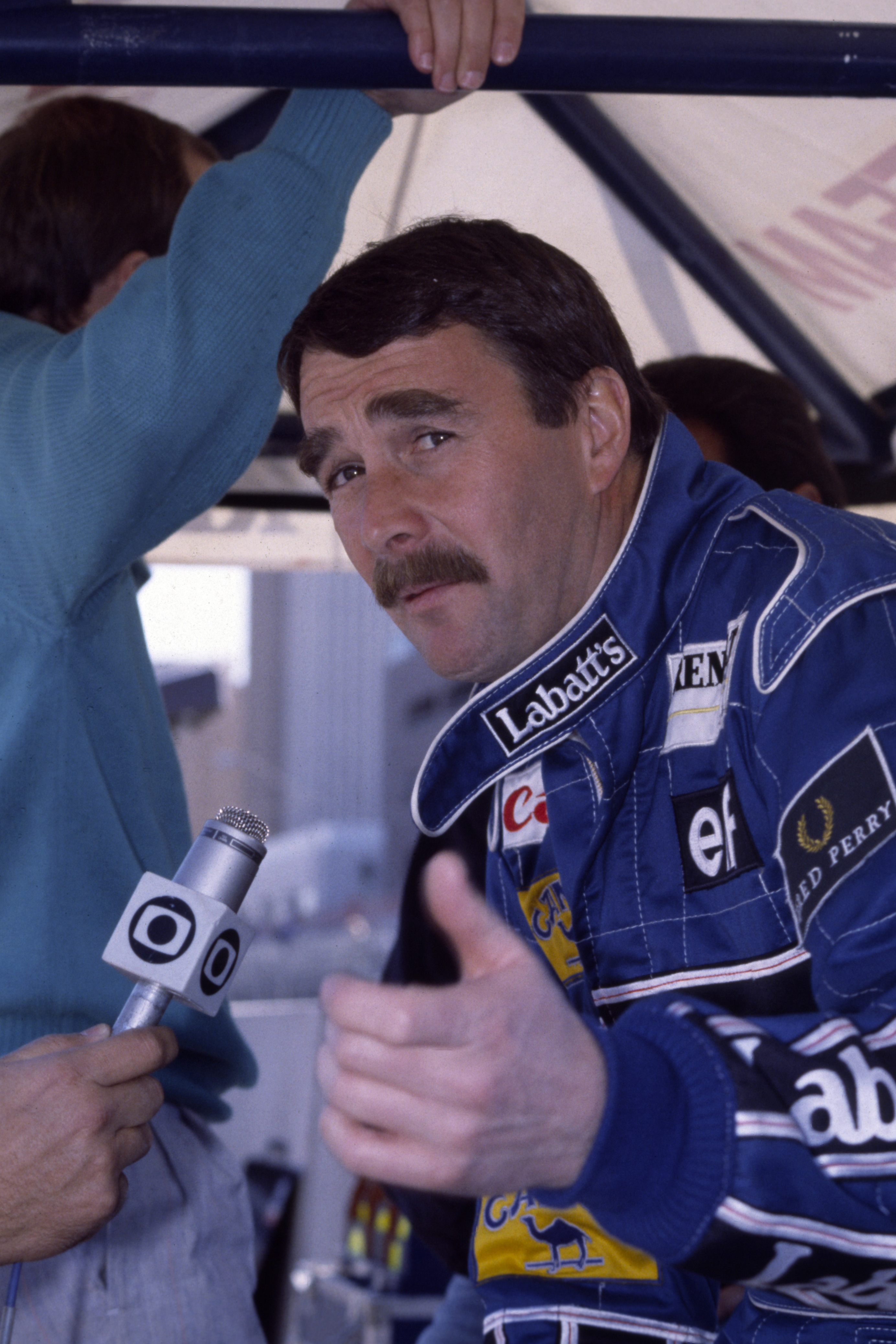
Nigel Mansell în

Deși până la urmă tot Ayrton Senna și McLaren au câștigat în 1991, grație controlului tracțiunii introdus pe mașinile sale în 1991, dar și a altor noi tehnologii folosite, Williams a dominat categoric sezonul 1992, reușind la final să câștige ambele titluri mondiale, la piloți impunându-se Nigel Mansell.
Williams și Renault au dominat și în 1993, dar de această dată titlul piloților a fost adjudecat de Alain Prost, revenit în Formula 1 după un an de absență, la cererea expresă a motoristului francez, în locul lui Nigel Mansell, plecat în Indy Car.
La finele sezonului 1993 Alain Prost dedice să se retragă definitiv din Formula 1, locul său la Williams fiind luat de Ayrton Senna, cel care rămăsese la McLaren până în 1993. Și când toată lumea credea ca Senna va galopa spre cel de-al patrulea său titlu mondial, tragedia s-a produs: brazilianul a decedat din cauza rănilor suferite de pe urma accidentului de la Imola din timpul Marelui Premiu al Republicii San Marino. Cu doar o zi înainte Roland Ratzenberger deceda la volanului Simtek-ului său, consemnând prima tragedie din Formula 1 după o pauză de opt ani.
Au trebuit să moară doi piloți, unul dintre ei cel mai important pilot din campionatul acelui moment, pentru ca să apară schimbări în ceea ce privește securitatea din Formula 1. De la tragedia produsă de decesul lui Elio de Angelis în 1986 când italianul se afla în timpul unui test privat, nici un alt pilot de Formula 1 nu a mai decedat la volan până în 1994, în ciuda faptului ca accidente teribile au mai fost. Acest lucru a creat o stare psiholigică foarte puternică cum că Formula 1 este de-acum foarte sigură. Nu a fost însă deloc așa. Cele doua tragedii de la Imola, dar și alte accidente mai mult sau mai puțin grave produse în acel an, au fost punctul de plecare într-o îmbunătățire fără precedent a condițiilor de securitate. Astfel s-a redus puterea motoarelor, carburanții special concepuți pentru curse au fost interziși, locul acestora fiind luat de carburanții comerciabili, de asemenea forța de apăsare a fost redusă.
Cursele ce au urmat în 1994 au fost pline de scandaluri și descalificări, multe dintre ele prea dure, pentru că noile reguli nu doar că erau ambigue, dar mai mult decât atât, trebuiau aplicate imediat. Cel mai lovit de descalificări a fost Michael Schumacher, pilotul german de la Benetton, care devenise liderul campionatului și totodată principalul candidat la titlul mondial al piloților. S-a mers până acolo încât Schumacher a fost descalificat de la cursă și suspendat pentru alte două curse pentru că a depașit în timpul turului de încălzire, când regulamentul interzice așa ceva.
În ciuda tuturor piedicilor mai mult sau mai puțin susținute regulamentar, Michael Schumacher a câștigat titlul mondial în 1994. Germanul, care debutase în Formula 1 în 1991 la Jordan și după doar un an câștiga deja prima sa cursă, era la primul său titlu mondial.
Titlul constructorilor din 1994 fusese însă adjudecat de Williams, acolo unde David Coulthard fusese promovat de pe postura de pilot de teste în cea de pilot de cursă, deși Nigel Mansell își anunțase revenirea în Formula 1 imediat după decesul lui Senna și chiar a pilotat în câteva curse pentru Williams, câștigând-o pe cea de la Adelaide.
Schimbările de regulament care avea drept scop îmbunătățirea securității au continuat și în 1995 când FIA a obligat echipele să își inceapă construcția mașinilor folosind un tipar comun, conceput de forul internațional. Mai mult decât atât s-a luat decizia scăderii capacității motoarelor de la 3500 cmc la 3000cmc, motoriștii fiind obligați să folosească configurația V10. Pneurile fără desen aveau să fie și ele interzise, iar lățimea mașinilor micșorată.
Însă cele mai importante schimbări au fost la nivelul cockpit-ului, a locului de pilotaj, acolo unde un cuvânt important de spus l-a avut Profesorul Sid Watkins, medicul FIA. Acesta a cerut expres mărirea cockpit-ului dar și montarea unor pereți laterali care să îl protejeze pe pilot în momentul unui eventual impact.

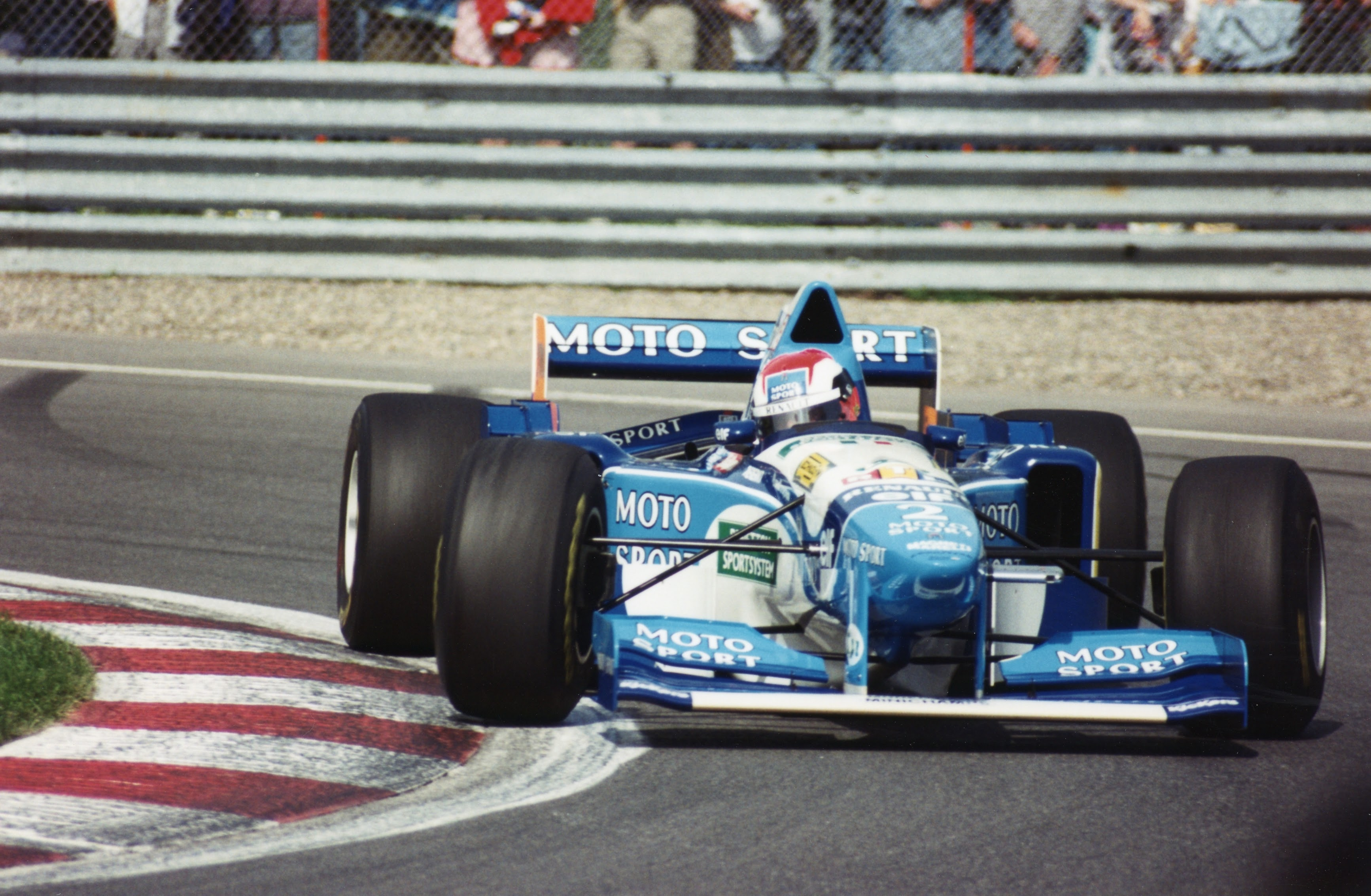
Benetton-Renault, campionă mondială în

După ce a câștigat tilul mondial în 1994, e drept la mare luptă cu Damon Hill de la Williams, nimeni altul decât fiul lui Graham Hill, fostul campion mondial din 1962 și 1968, Michael Schumacher a repetat performanța și în 1995, când însă întreg sezonul a fost un galop de sănătate. În acel an Benetton a câștigat primul și singurul titlu mondial în campionatul constructorilor.
Williams a revenit la putere în 1996, beneficiind și de faptul că Michael Schumacher semnase un contract cu echipa Ferrari. La Williams locul lui David Coulthard, plecat la McLaren fusese luat de Jacques Villeneuve, campion în anul precedent în Indy Car, fiul lui Gilles Villeneuve. Deși cursa de la Melbourne a fost prima din cariera lui Villeneuve în Formula 1, acesta a ocupat prima poziție la start și doar o problemă tehnică l-a privat de victorie. Și așa a terminat al doilea, prima sa victorie venind trei curse mai târziu. Performanțele sale, corelate cu inconstanța lui Damon Hill, colegul său de la Williams, l-a făcut pe Villeneuve să meargă la Suzuka ca pretendent la titlu. Abandonul său din acea cursă a îndreptat însă titlul mondial spre Damon Hill.
Ajuns la Ferrari, Michael Schumacher începuse munca de reconstrucție a echipei italiene care nu mai câștigase titlul mondial al piloților din 1979, iar pe cel al constructorilor din 1983. Trecerea în neființă a lui Enzo Ferrari în 1988 aruncase echipa într-un haos total și în ciuda încercărilor concernului Fiat de a readuce totul pe linia de plutire nu s-a putut face nimic timp de mulți ani. Numirea lui Luca di Montezemolo ca și președinte la Ferrari, produsă în 1991 avea să fie prima mișcare inteligentă după ani de rateuri. di Montezemolo revea astfel la Ferrari după mulți ani, iar una dintre primele sale dorințe a fost să aducă un team manager la echipa de Formula 1 capabil să recucerească titlul suprem. S-a oprit asupra lui Jean Todt, un francez care reușise performanțe excelente cu Peugeot în campionatele mondiale de raliuri și anduranță. Todt a ajuns la Scuderia Ferrari în 1993 și a început schimbările: l-a adus pe Michael Schumacher ca prim pilot al echipei, apoi i-a numit pe Ross Brawn și Rory Byrne în posturile de director tehnic și respectiv designer-șef. Încet, încet Ferrari începea să se miște din nou.
După mulți ani, în 1997 Ferrari construise o mașină cu potențial în lupta pentru titlu, iar evoluția luiMichael Schumacher nu avea cum să dezamăgească, germanul aflâdu-se până în ultima etapă în lupta pentru coroana supremă. În cele din urmă a pierdut, în  detrimentul lui Jacques Villeneuve, cel care preluase postul de prim pilot la Williams de la Damon Hill. Williams s-a impus și la constructori.
La finele lui 1997 francezii de la Renault decideau să se retragă din Formula 1. Cea de-a doua lor aventură, începută în 1989 a fost una deosebit de fructuoasă, timp de nouă sezoane cucerindu-se 11 titluri mondiale. Decizia avea să lovească în Williams care trebuia acum să își caute un nou partener, scoțându-i astfel din lupta pentru titlul mondial, o luptă unde revenise, pentru prima dată din 1991, McLaren.

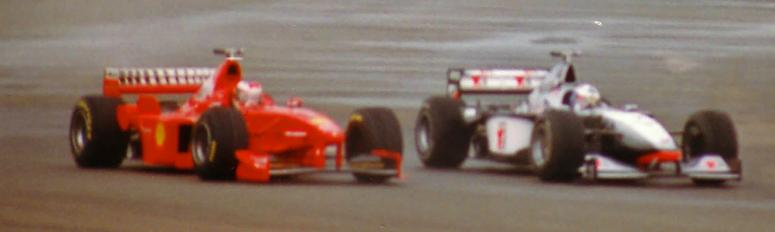
Duel între Michael Schumacher și David Coulthard

Echipa lui Ron Dennis s-a despărțit de Honda la finele sezonului 1992, când a încercat, fără șanse de reușită, să cumpere contractul lui Williams cu motorul Renault, și i-a avut drept parteneri pe Ford în 1993 și Peugeot în 1994, înainte de a semna cu Mercedes în 1995. Partneriatul ajunsese la maturitate în 1997 când McLaren câștiga din nou curse de Formula 1 după trei ani de secetă totală, însă în 1998 Adrian Newey, directorul tehnic al echipei, construise un bolid deosebit de competitiv, cu care McLaren a câștigat ambele titluri mondiale, la piloți câștigând Mika Hakkinen în detrimentul lui Michael Schumacher și Scuderia Ferrari.
Mika Hakkinen a repetat performanța și în 1999, când însă mai degrabă Michael Schumacher a pierdut titlul și nu finlandezul l-a câștigat. Schumacher era principalul candidat la titlul mondial când la Silverstone a suferit un accident în urma căruia și-a fracturat piciorul și a lipsit de la câteva curse. Ferrari reușea însă să câștige titlul mondial al constructorilor, primul după șaisprezece ani.
Anii '90 au dus și la dispariția unor echipe de tradiție în Formula 1 cum ar fi Brabham care și-a închis porțile în 1992, Lotus în 1994 în timp Ligier și Tyrrell au fost vândute pentru a se salva, însă noii proprietari au decis să folosească doar locul din campionat al celor două echipe și să plece de la zero cu echipe noi. Alte echipe, precum Simtek, Pacific, Forti debutaseră în Formula 1 în anii '90 dar nu au putut face față noilor cerințe de ordin financiar. Între timp FIA impusese tuturor echipelor să plătească anual un depozit de 25 milioane de dolari pentru a putea participa în campionat.
Dacă cei mai sus menționați au avut probleme, iar alte echipe precum Minardi și Arrows au reușit să rămână în campionat însă cu mari eforturi, echipe ca și Jordan și Stewart au avut doar de câștigat de pe urma transformării Formulei 1 într-o afacere propriu-zisă. Inteligența financiară de care a dat dovadă Eddie Jordan a făcut ca echipă sa să ajungă în lupta pentru titlurile mondiale în doar cel de-al optulea an de activitate. Pe altă parte Jackie Stewart, fostul triplu campion mondial, își făcuse propria echipă în 1996, a dus-o până pe locul patru la constructori în 1999 când a și câștigat o cursă, înainte de a face o mutare inteligentă și de o vinde americanilor de Ford pentru o sumă frumoasă.

## 2000-2009: Un duo istoric urmat de competitivitate intensă

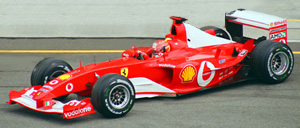
Michael Schumacher la volanul unui Ferrari F-GA

Titlul cucerit de Scuderia Ferrari în 1999 nu a fost decât începutul unei perioade de dominare categorică care s-a extins până în 2004, italienii câștigând șase titluri mondiale consecutive la constructori, dacă îl adaugăm și pe cel din 1999, și cinci titluri mondiale consecutive la piloți, toate prin Michael Schumacher.
În 2000 Michael Schumacher a avut un start de sezon foarte bun, când a luat un avans considerabil în campionat, însă și o perioadă mai slabă în lunile de vară, permițându-i lui Mika Hakkinen să revină și chiar să îl depășeasca pe german. Dar Schumacher a teminat sezonul en-fanfare, cu patru victorii în ultimele tot atâtea curse, iar la final a câștigat al treilea său titlu mondial și primul la piloți pentru Scuderia Ferrari după mai bine de două decenii.
Același Michael Schumacher s-a impus și în 2001 și 2002, de această dată fără prea multe eforturi, însă campionatul din 2003 a fost mult mai disputat. McLaren prin David Coulthard și Kimi Räikkönen a debutat foarte bine, luând un avantaj care corelat cu noul sistem de punctaj introdus de FIA care răsplatea victoria cu doar două puncte mai mult decât locul doi, față de patru cât era înainte, ar fi putut fi hotărâtor în soarta titlului. Până la urmă tot Michael Schumacher a câștigat însă doar după ce s-au întrebuințat serios până în ultima etapă.
Scuderia Ferrari a avut parte de un galop impresionant în 2004, însă schimbările de regulament operate pentru 2005 au făcut ca dominarea acestora să se sfârșească, Renault, care revenise în Formula 1 în 2000 când au cumpărat echipa Benetton, și McLaren adaptându-se mult mai bine la noul regulament, beneficiind și de aportul pneurilor Michelin, mai bune decât pneurile Bridgestone de care beneficia Ferrari.
Cu Ferrari dispărută din lupta pentru titlul mondial în 2005, Fernando Alonso și Kimi Räikkönen s-au duelat pentru titlu. În cele din urmă s-a impus primul, însă și datorită faptului ca motoarele Mercedes folosite de McLaren-ul lui Räikkönen au fost deosebit de slabe, explodând foarte des.

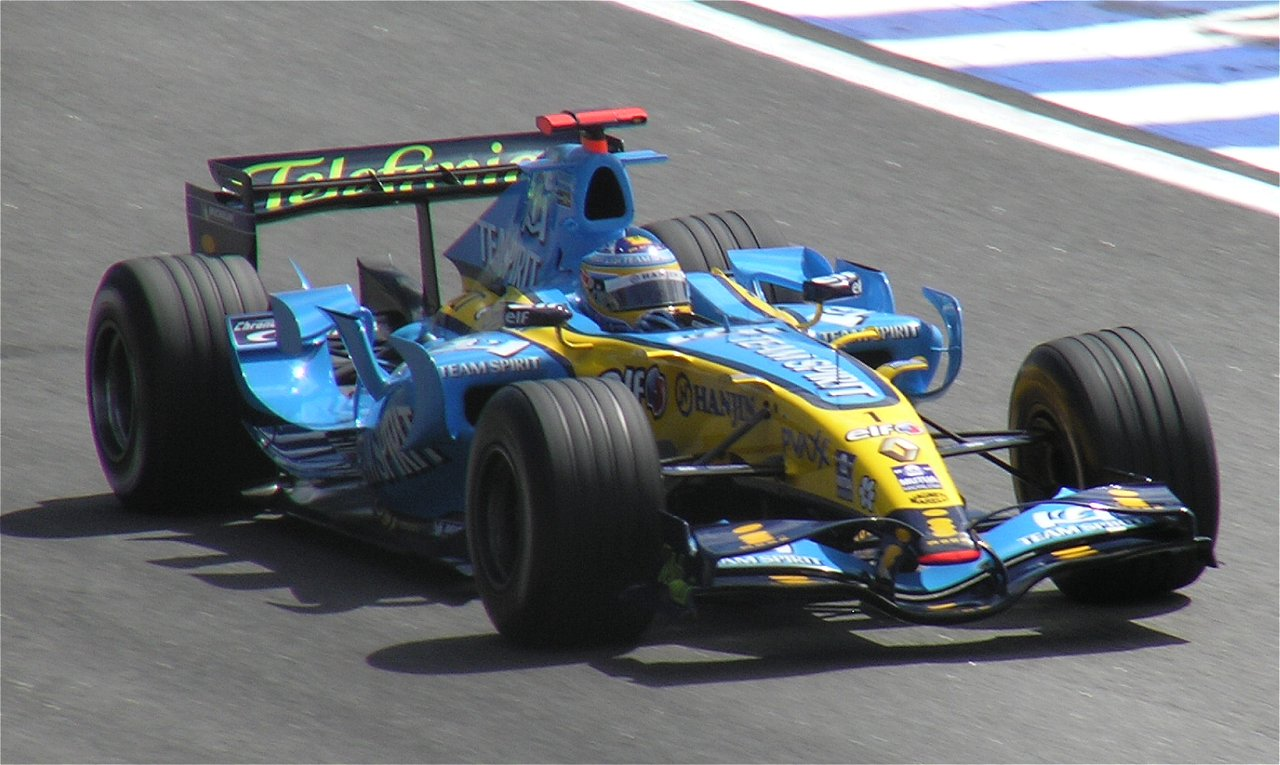
Fernando Alonso cu Renault, campioni mondiali în și

Tot Fernando Alonso și Renault s-au impus în 2006 în lupta pentru cele două titluri mondiale, însă după o luptă la cuțite cu Michael Schumacher și Scuderia Ferrari, reveniți după un an de absență în lupta de la vârf.
2007 a fost anul dureroasei aventuri „Spygate” și a celui mai bine pregătit și cel mai impresionant debutant din istoria Formulei 1 de până acum. 2007 a fost și anul în care Kimi Räikkönen a materializat în cele din urmă viteza naturală indubitabilă în succesul Campionatului Mondial. Finlandezul l-a înlocuit pe Michael Schumacher la Ferrari și a câștigat imediat Marele Premiu al Australiei la debutul său pentru echipă. Au urmat alte trei victorii, dar a intrat în ultimele două curse cu 17 puncte în spatele debutantului Lewis Hamilton, cu doar 20 de puncte disponibile. Cu toate acestea, el a câștigat ultimele două Mari Premii, în timp ce englezul s-a împiedicat să reușească vreo victorie improbabilă. Fernando Alonso, care a părăsit Renault pentru McLaren, a terminat pe locul 3  în campionat la egalitate de puncte cu coechipierul său Hamilton, și cu un punct în spatele lui Räikkönen. Felipe Massa a câștigat de trei ori pentru a termina al patrulea general și a semnat un nou contract pe termen lung cu Ferrari. Pentru McLaren, mai rea a fost problema „Spygate” în care inginerul Ferrari, Nigel Stepney, a transmis un dosar cu secrete tehnice lui Mike Coughlan, designerul șef de la McLaren. Aceasta a dus la o amendă record de 100 de milioane de dolari de la FIA, iar McLaren a fost exclusă din campionat.
În sezonul 2008 lucrurile au continuat pe aceeași direcție. Lewis Hamilton a reușit să câștige titlul în fața lui Felipe Massa printr-o manieră de neuitat. În ultima cursă de la Brazilia, Massa a reușit să câștige cursa de acasă și era campion. Însă visul său împlinit a fost de scurtă durată deoarece Hamilton care se menținea pe locul 6 avea nevoie cel puțin de locul 5 și astfel în ultimul tur, la penultimul viraj, Hamilton îl depășește pe Timo Glock și trece pe locul ce îi asigura Campionatul Mondial cu un punct peste Massa.

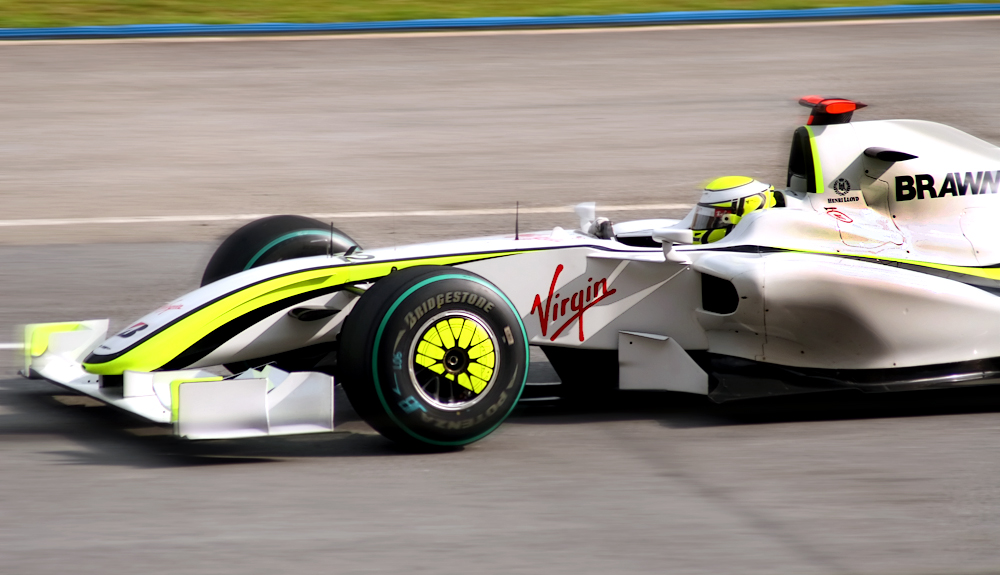
Jenson Button cu Brawn GP, campioni mondiali în

După câteva sezoane toride și odată cu declinul economic global, Honda s-a retras din Formula 1 la sfârșitul anului 2008. Echipa bazată pe Brackley a renăscut ca Brawn GP cu furnizor de motoare Mercedes-Benz, confirmându-și participarea cu doar 23 de zile înainte de începerea noului sezon. Conceput în jurul controversatului „difuzor dublu”, Brawn BGP001 s-a dovedit imediat a fi o clasă distinsă. Jenson Button a câștigat șase din primele șapte curse pentru a spera la un titlu neașteptat. El a supraviețuit unei scăderi de formă de la mijlocul sezonului, pentru a reuși în Brazilia să obțină titlul mondial cu o rundă înainte de final. Rubens Barrichello a fost inițial depășit de coechipierul său, dar a devenit mai puternic pe măsură ce anul trecea și a câștigat atât la Valencia cât și la Monza, și a terminat pe locul trei la general. Acesta a fost anul în care Sebastian Vettel și Red Bull au avertizat lumea sportului pentru ceea ce urma să vină. Vettel a câștigat de patru ori în acel sezon și a terminat în spatele lui Button în clasamentul general.

## 2010-2019: Două perioade de dominare marchează deceniul
2010 a înregistrat mai multe schimbări în modul de reglementare. KERS și difuzoarele duble au fost interzise pentru sezonul 2010, dar au fost introduse noi funcții inovatoare pentru mașini, cum ar fi F-duct. Un număr de opt motoare alocate, pe pilot, pentru întregul sezon a fost, de asemenea, introdus ca parte a mai multor metode de reducere a costurilor. Cea mai mare schimbare în sistemul de notare a punctelor din istoria F1 s-a produs între 2009 și 2010. Sistemul de puncte 10–8–6–5–4–3–2–1 pentru primii opt piloți (care funcționează din 2003), a fost înlocuit cu unul drastic diferit 25–18–15–12–10–8–6–4–2–1 pentru primii 10 piloți.

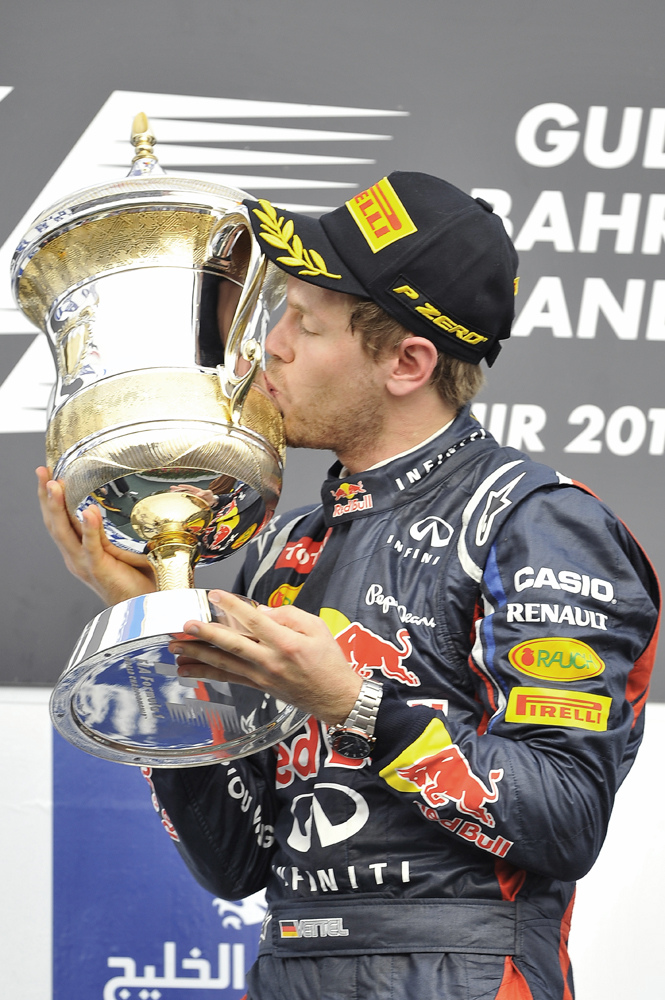
Sebastian Vettel cu Red Bull, campioni mondiali în,, și

Sezonul din 2010 a fost o campanie clasică, care a ajuns la o bătălie în patru pentru titlul din runda finală de la Abu Dhabi. Red Bull RB6 a fost clasa terenului, iar Vettel a fost un campion demn - 10 pole position și cinci victorii (inclusiv câștigarea ultimelor două runde) au fost suficiente pentru a încununa cel mai tânăr campion până în prezent.
În 2011 Pirelli a înlocuit Bridgestone în calitate de furnizor exclusiv al anvelopelor F1 pentru a produce un cauciuc care s-ar degrada în timpul unei competiții. A fost introdus de asemenea și DRS (Drag Reduction System) care permitea unei mașini cu o secundă în spatele unui rival să circule cu mai puțină aripă din spate, acest sistem fiind introdus pentru a compensa dificultatea pe care o întâmpinau piloții în urmărirea unei mașini. KERS a fost reintrodus și în 2011. Sebastian Vettel a continuat să se mențină în timp ce și-a păstrat cu atenție anvelopele Pirelli. El a înțeles anvelopele mai repede decât ceilalți și s-a calificat în pole position în toate cursele cu excepția a patru, dar a câștigat de 11 ori pentru a-și apăra titlul cu ușurință.
După dominația din 2011, Red Bull a început sezonul 2012 încet. Cu toate acestea, Adrian Newey și echipa sa au dezvoltat RB8, astfel încât Vettel a câștigat de cinci ori și colegul de echipă, Mark Webber, de două ori. De asemenea, și Fernando Alonso a câștigat două curse, într-o mașină care nu a se apropia de RB8. Sebastian Vettel a păstrat Campionatul Mondial în stilul cel mai dramatic. Fiind în fața lui Alonso și Ferrari în ultima cursă din Brazilia, Vettel s-a ciocnit cu Bruno Senna în turul de deschidere. A reușit apoi un condus de excepție pentru a termina al șaselea. Cu Jenson Button pe primul loc ținându-l pe Alonso în spatele său, germanul a cucerit titlul cu trei puncte peste spaniol.
În ultimul an al motoarelor V8, a fost la fel cu Sebastian Vettel și Red Bull care au marcat al patrulea Campionat Mondial consecutiv. Competiția a părut echilibrată până la pauză de vară, înainte de penele la viteză mare în Bahrain și Marea Britanie, ce a forțat Pirelli să schimbe anvelopele de la jumătatea sezonului. Acest lucru a determinat Red Bull să domine și Vettel a câștigat ultimele nouă curse pentru a egala recordul de lungă durată al lui Alberto Ascari și a-și păstra titlul cu ușurință. Mark Webber nu a reușit să câștige în ultimul său sezon din Formula 1, deși a fost dezavantajat în Malaezia, când Vettel a refuzat să respecte ordinele echipei.
Patru ani de dominare Red Bull s-au încheiat în cele din urmă prin noile reguli de motor pe care Mercedes-Benz le-a exploatat până la perfecțiune. FIA a specificat motoare hibride de 1,6 litri turbocompresate pentru 2014, completate cu sisteme complicate de recuperare a energiei. Mercedes a fost echipa care a bătut, și cu o marjă mai mare decât era de așteptat înainte de sezon. Lewis Hamilton și Nico Rosberg au câștigat toate în afară de trei curse, dar decizia conducerii superioare de a nu impune comenzi piloților a creat o bătălie clasică. Ambii au intrat în cursa finală la Abu Dhabi cu șanse la titlu, dar Hamilton a fost cel care a câștigat pentru a 11-a oară și a obținut cel de-al doilea titlu mondial.
Orice gând că Mercedes va avea o contracandidată pentru Sezonul de Formula 1 din 2015 a fost eliminat din prima cursă a sezonului. Lewis Hamilton și Nico Rosberg s-au calificat în primul rând în 15 din cele 19 curse și au terminat 1-2 în 12 ocazii. Hamilton a câștigat din nou titlul pentru a treia oară în carieră. Mercedes a câștigat Campionatul Mondial de Formula 1 din 2016 pentru al treilea an consecutiv, dar a existat o competiție mai acerbă între cei doi piloți ai săi. Anul acesta a fost Nico Rosberg cel care a ieșit din tensionatul final al sezonului din Abu Dhabi în calitate de campion, cu cinci puncte peste Hamilton. La cinci zile după ce și-a împlinit visul din copilărie, Nico Rosberg a uimit sportul anunțând retragerea sa imediată din sport.

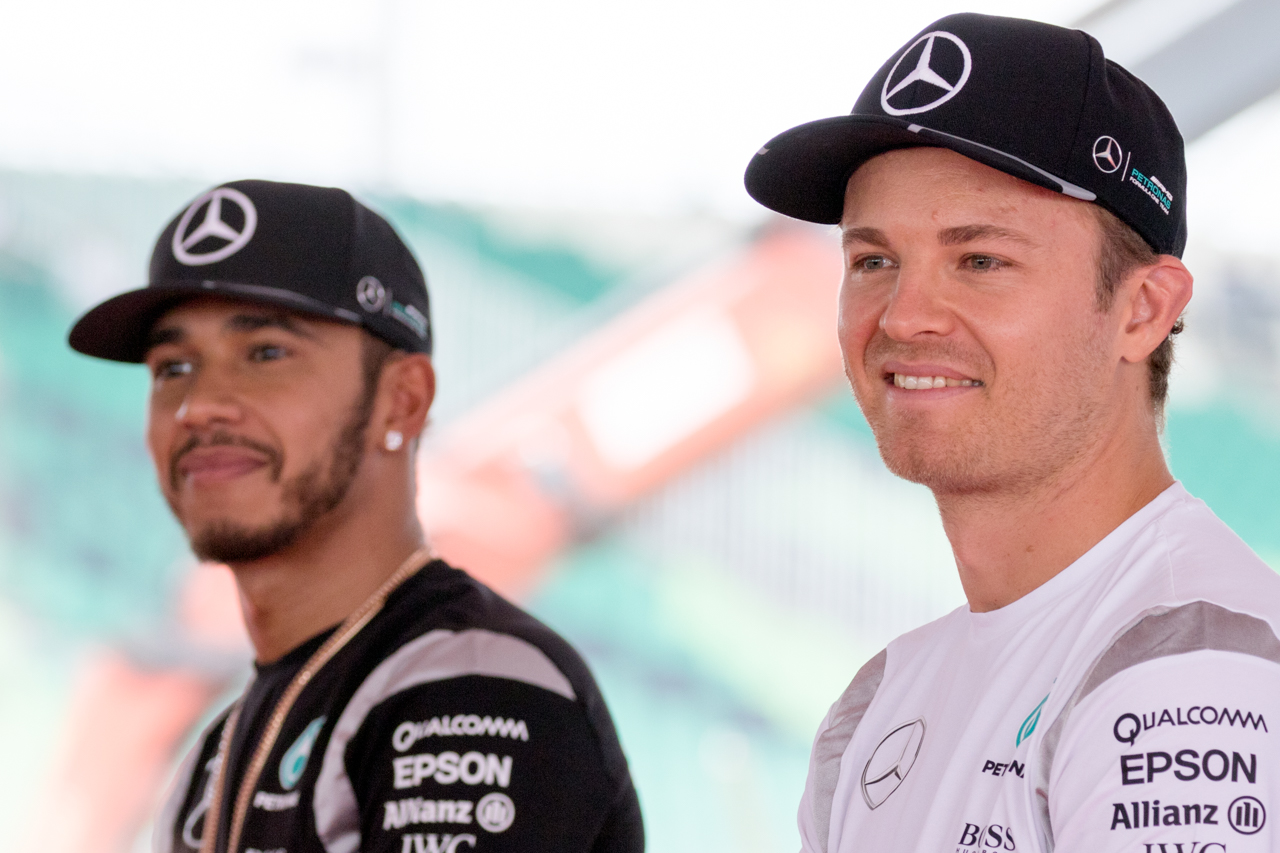
Lewis Hamilton (stânga) și Nico Rosberg (dreapta), coechipierii-rivali ai echipei Mercedes

Odată cu noile reglementări la aerodinamică, Mercedes era amenințată de competitori. În 2017, constructorul german a avut o competiție mai strânsă pentru titlul, cu Ferrari producând o mașină mai avansată pentru Sebastian Vettel. Deși Vettel a condus campionatul la pauza de vară, în a doua parte a sezonul Hamilton și Mercedes au contracarat iar englezul a câștigat 5 curse din 9 rămase pentru a cuceri al patrulea titlul și a-l egala pe rivalul său. 2018 a continuat în aceeași notă cu Hamilton și Vettel urmărind să câștige cel de-al cincilea titlul pentru fiecare. Vettel a început sezonul câștigând cele două curse de deschidere, iar Ferrari a fost cea mai rapidă mașină pentru o mare parte a anului, dar Hamilton și Mercedes au dominat încă o dată. Englezul a combinat calificările excelente, cu viteza și consistența neobosită din cursă. În schimb, Vettel a făcut prea multe greșeli, inclusiv accidentul neforțat din fruntea cursei în Germania. Victoria lui Vettel în Belgia a părut să restabilească ritmul campionatului, dar nu a mai câștigat.
Mercedes a trecut cu bine peste cele două sezoane în care a fost amenințată, iar în 2019 nu a mai avut niciun rival. Hamilton a câștigat cel de-al șaselea său titlu din carieră cu 3 curse înainte de final, iar Mercedes a dominat din nou campionatul la constructori reușind să câștige cel de-al șaselea Campionat Mondial consecutiv.

## 2020-prezent
Sezonul 2020 avea să fie unul inedit. Din cauza pandemiei de COVID-19, care a cutremurat lumea întreagă, startul sezonul a fost amânat. În cele din urmă, sezonul a început în iulie (lucru care nu s-a mai întâmplat niciodată în istorie), cu Marele Premiu al Austriei. După cum era de aștepat, sezonul a fost unul haotic, însă singurul lucru care nu s-a schimbat a fost liderul. Deși echipele au fost încurcate de situația pandemică, ele nereușind să aibă multe zile de teste, Mercedes a rămas din nou cea mai bună de pe grilă. La testele de presezon din Barcelona în februarie 2020, Mercedes a venit cu un nou sistem numit Dual Axis Steering (DAS) care permitea pilotului să ajusteze unghiul de atac al roților din față pentru a optimiza aderența mecanică prin tragerea sau împingerea de volan. DAS le-a permis piloților să încălzească anvelopele mașinii mai eficient, având un unghi de 0 grade, permitea o mai bună capacitate de virare prin utilizarea unui unghi pozitiv, o caracteristică care a fost de o importanță deosebită pe circuitele cu linii drepte lungi. Acest lucru a făcut ca echipa să fie imbatabilă pe tot parcursul sezonul, mașinile Mercedes calificându-se în prima linie la câteva zecimi de secundă față de urmăritoare. Lewis Hamilton a câștigat 11 din cele 17 curse din sezon și și-a adjudecat cel de-al șaptelea titlu din palmares, performanță care îl plasează alături de Michael Schumacher pentru cele mai multe titluri câștigate. De asemenea, Mercedes a reușit să câștige din nou titlul la constructori fără probleme, fiind cel de-al șaptelea titlu consecutiv și din palmares. Prin acest lucru, Mercedes a doborât recordul de cele mai multe titluri consecutive câștigate de un constructor (7), adjudecându-și titlurile din perioada 2014-2020. Precedentul record a fost deținut de Ferrari care câștigase șase titluri între sezoanele 1999 și 2004.

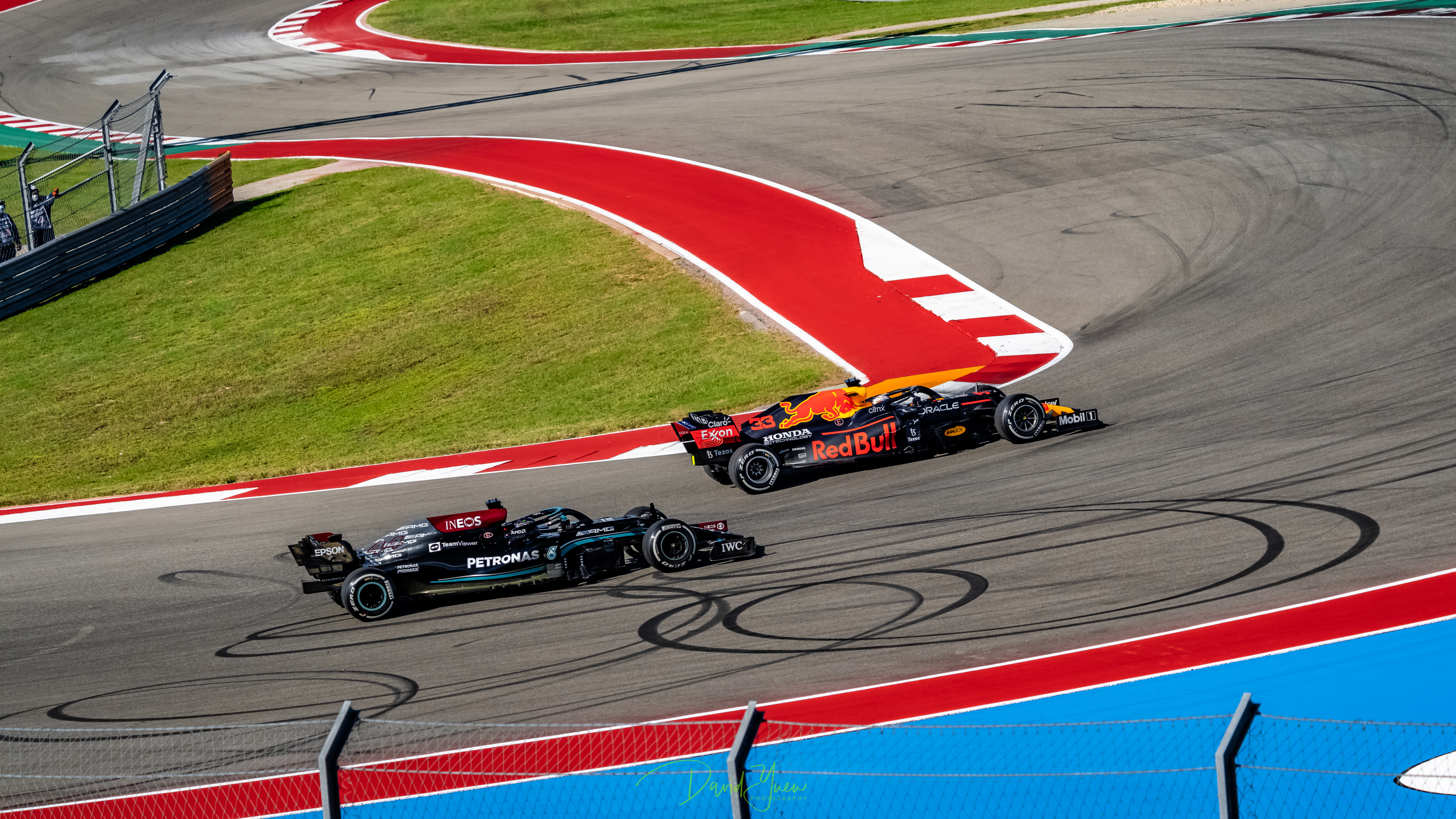
Lewis Hamilton și Max Verstappen s-au angajat în mai multe dueluri pe pistă de-a lungul sezonului.

Ultimul sezon dinaintea schimbărilor de reglementări în Formula 1 nu putea fi unul mai interesant decât cel care a urmat. Deși Mercedes părea din nou singura candidată pentru titlu, Red Bull Racing a intrat și ea în joc prin Max Verstappen. Sezonul a început, ca de obicei, cu Mercedes luând majoritatea victoriilor (primele 3 din 4 curse) prin Lewis Hamilton, însă Verstappen a revenit în forță câștigând următoarele patru din cinci curse disputate. Înaintea Marelui Premiu al Marii Britanii din 2021, Verstappen se afla la 32 de puncte diferență peste Hamilton. În primul tur al cursei, cei doi produc inevitabilul și se ciocnesc, cu Verstappen ieșind în decor și retrăgându-se din cursă. Având cale liberă spre victorie, Hamilton câștigă Marele Premiu și se apropie la 8 puncte de Verstappen, iar lupta pentru titlu se reaprindea. Deși nu a câștigat următoarea cursă, Hamilton preia conducerea campionatului după ce Verstappen a fost victima unui accident multiplu în primul tur, suferind daune și fiind nevoit mai degrabă să termine cursa sub orice condiții, însă neerlandezul reușește ulterior să preia din nou conducerea clasamentului după ce reușește două victorii în următoarele două curse. În Marele Premiu al Italiei are din nou loc un contact între cei doi rivali, concluzionându-se cu retragerea ambilor piloți în turul 25 al cursei. În următoarea cursă, Hamilton reușește victoria (a 100-a din cariera sa) și se află din nou în fruntea campionatului mondial, cu două puncte peste Verstappen. A venit din nou rândul neerlandezului care a luat iarăși două victorii și conducerea clasamentului. Cu patru curse înainte de finalul sezonului, Verstappen era în fața lui Hamilton cu 19 puncte, ceea ce însemna că britanicul avea nevoie să câștige fiecare cursă rămasă pentru a mai putea spera la titlu. Până înainte de ultima cursă, acest lucru s-a și întâmplat, Hamilton câștigând cele trei Mari Premii, cu Verstappen terminând și el pe locul 2 de fiecare dată. Pentru prima dată din 1974 încoace, doi candidați pentru titlu intrau în ultima cursă cu puncte egale. Totuși, cele nouă victorii ale lui Verstappen față de cele opt ale lui Hamilton însemnau că britanicul putea fi campion doar dacă termina peste neerlandez. Dacă egalitatea de puncte se menținea și după cursă, Verstappen devenea campion mondial. În calificări, Verstappen a luat pole position, cu Hamilton aproape pe locul 2. În cursă, britanicul are un start mai bun și trece peste Verstappen, rămânând ulterior la conducerea cursei pentru aproape întreaga sa durată. În turul 53, un accident al lui Nicholas Latifi a scos mașina de siguranță pe circuit. Hamilton a rămas pe circuit pentru a nu pierde poziția, în timp ce Verstappen a oprit la boxe în spatele lui pentru un nou set de anvelope, cele mai moi disponibile. După o decizie controversată de a relua cursa în ultimul tur, Verstappen îl depășește pe un Hamilton cu anvelope vechi de 44 de tururi. Neerlandezul câștigă cursa și devine astfel campion mondial pentru prima dată în cariera sa. Mercedes și-a păstrat titlul la constructori, devenind campioană pentru a opta oară în istoria sa.
Sezonul 2022 aducea noi reglementări în Formula 1, mașinile schimbându-se radical față de cele din sezoanele precedente. Mercedes nu a reușit să valorifice aceste schimbări și nu a mai fost echipa dominantă din trecut. Ferrari a început în forță sezonul, câștigând două din primele trei curse ale sezonului, însă s-a dovedit a fi doar o formă de moment. Suferind fie de probleme de fiabilitate sau de greșeli de strategie, echipa nu a putut face față unui Red Bull mai dominant ca niciodată, astfel încât Max Verstappen a cucerit al doilea său campionat mondial și al cincilea pentru Red Bull.